# Bunuri mobile din domeniul artă plastică clasate în patrimoniul cultural național al României aflate în județul Iași
Acestă listă conține bunurile mobile din domeniul artă plastică clasate în Patrimoniul cultural național al României aflate la momentul clasării în județul Iași.

## Tezaur
| Foto | Informații generale                                                   | Detalii tehnice | Descriere | Deținător                                 | Legături |
| ---- | --------------------------------------------------------------------- | --- | --- | ----------------------------------------- | -------- |
|      | Nud Autor: Tonitza, Nicolae                                           | Școală: Romanească Dimensiuni: 500x600 mm Material: ulei/carton                                                                           | Portret compozițional al unei tinere. Reprezintă frontal, corpul orientat spre dreapta. Ține mâna din dreapta pe șold, cea stângă în față, sprijinită pe o carte deschisă. Rafinament cromatic, manieră specifică artistului. Semnat stânga sus, cu brun: N. Tonitza. | Complexul Muzeal Național „Moldova”, Iași | Cimec    |
|      | Portret de femeie cu cățel Autor: Decker, Albert                      | Datare: 1839 Dimensiuni: 118x95,2 cm Material: ulei pe pânză                                                                              | Lucrarea, portertul unei doamne între două vârste, reflectă prin toate elementele sale stilistice curentul Bidermeier, fiind realizat, foarte probabil la Viena în 1839, an în care se cunoaște că artistul activa deja acolo, specializat în portretistică. Reprezentată din semi-profil, așezată într-un fotoliu roșu, cu o draperie roșie în fundal, aceasta privește către spectator, cu un aer melancolic, subliniat de brațul drept care îi sprijină obrazul. Cu brațul stâng ține în poală un cățel de companie. Este înveșmântată într-o rochie albă deasupra căreia poartă o haină de catifea verde garnisită cu blană de jder. Pălăria cu pene și flori și câteva bijuterii (o brățară de aur cu camee și o broșă cu perlă centrală și diamante) completează ținuta acestei doamne cu un statut social aparte. Personajul, deocamdată neidentificat, ar putea aparține fie societății vieneze, fie boierimii românești, cunoscut fiind faptul că membrii acesteia își comandau portretele la Viena. Semnat și datat stânga jos, cu brun, cu litere cursive: Decker, 1839.                    | Complexul Muzeal Național „Moldova”, Iași | Cimec    |
|      | Portret de femeie Autor: Rosenthal, Constantin Daniel                 | Școală: Școală românească Dimensiuni: 89x73 cm Material: ulei pe pânză                                                                    | Pe un fundal brun-verde, este proiectat portretul Mariei Socolescu. Reprezentată frontal, orientată spre stânga, poartă rochie roșie cu dantelă albă în partea superioară. Este bordată cu blană neagră în față și la mâneci. Portretul este oval, alungit, pieptănătură în coc și cârlionț, cu accesorii - flori roșii. Poartă bijuterii: cercei alungiți, colier cu pandativ, inel. | Muzeul de Artă, Iași                      | Cimec    |
|      | Portret de bărbat Autor: Rosenthal, Constantin Daniel                 | Datare: 1843 Școală: Școală românească Dimensiuni: 87,5x72 cm Material: ulei pe pânză                                                     | Lucrarea îl reprezintă pe Constantin Socolescu, prietenul artistului. Bărbat așezat pe un jilț roșu. Pe fundal, o draperie albastră cu ciucuri aurii în dreapta. Cer albastru, luminat de nori albi în stânga. Îmbrăcat după moda vremii; poartă haină neagră cu nasturi aurii, vestă gri cu imprimeu, accesorii de podoabă. Semnat și datat stânga jos, prin zgâriere: C. Rosenthal 1843. | Muzeul de Artă, Iași                      | Cimec    |
|      | Sevastița Boldur (născută Arghiropol) Autor: Livaditti, Niccolo       | Datare: 1843 Școală: Școală românească Dimensiuni: 51,8x43 cm Material: ulei pe pânză                                                     | Tratat în tehnică miniaturală, este reprezentat cu fidelitate, aproape fotografic, portretul Sevastiței Boldur, născută Arghiropol. Într-un interior, stă așezată pe un jilț; în dreapta - o draperie; îmbrăcată elegant, poartă o rochie neagră, cu platcă, cu guler din dantelă fină, albă. Are mănuși albe, ține în mâini o batistă de aceeași culoare. Accesorii de podoabă: broșă, lănțișor din aur. Fizionomia personajului se remarcă prin eleganță și sobrietate. | Muzeul de Artă, Iași                      | Cimec    |
|      | Joseph Meissner Autor: Livaditti, Niccolo                             | Școală: Școală românească Dimensiuni: 66x51 cm Material: ulei pe pânză                                                                    | Portretul îl reprezintă pe Joseph Meissner, care a fost la Colegiul Național din Iași. Îmbrăcat elegant, cu o haină neagră, cămașă albă, vestă bej. Portretul expresiv, poartă părul pieptănat spre dreapta, mustață și barbă. Preocupările intelectuale ale personajului sunt marcate de prezența unui raft de bibliotecă amplasat în dreapta. Manieră academistă. | Muzeul de Artă, Iași                      | Cimec    |
|      | Principele Grigore Ghica Autor: Livaditti, Niccolo                    | Școală: Școală românească Dimensiuni: 128x94 cm Material: ulei pe pânză                                                                   | Grigore Al. Ghica este înfățișat în uniformă de general al Miliției Pământene. Lucrarea exemplifică portretul oficial, gen specific în care personajul este pictat cu însemnele fucțiilor sale publice. Reprezentat într-o atitudine studiată, ține mâna dreaptă sprijinită pe o pernă de catifea roșie, pe care se află un sceptru, iar cea stângă pe talia marcată de un brâu galben. Haină bleumarin, are gulerul tip tunică și manșetele ocru-auriu; epoleții cu franjuri în aceeași tonalitate cromatică. Nasturii din metal galben, decorațiile de pe piept și eșarfa albastră așezată pe diagonală, întregesc ansamblul uniformei militare. În dreapta o draperie roșie, pe fundal, coloane. | Muzeul de Artă, Iași                      | Cimec    |
|      | Generalul Manu Autor: Aman, Theodor                                   | Școală: Școală românească Dimensiuni: 117,5x89,5 cm Material: ulei pe pânză                                                               | Portret compozițional de ofițer în ținută festivă văzut monumental din față, dreapta 3/4, până mai jos de genunchi. Înalt, suplu, cu trăsăturile feței normale, ochii căprui cu privirea înainte, tenul ocru, părul, barbă și mustățile șatene. Poartă tunică maron, cambrată pe talie, închisă pe gât cu guler înalt. Pe piept, ornamente cu fireturi aurii puse orizontal și banderolă de mătase în diagonală. Pantalonii albaștri strânsi pe pulpe, de asemenea brodați cu fireturi și galon auriu. În talie, cordon din firet auriu cu pasmanterie. În mâna dreaptă ține chipiul cu egretă. Mâna stângă o sprijină pe sabie. Fondul pune în evidență portretul. Tehnică academistă. Semnat dreapta jos, cu roșu: Th. Aman. | Muzeul de Artă, Iași                      | Cimec    |
|      | Hora peste Olt Autor: Aman, Theodor                                   | Datare: 1866 Școală: Școală românească Dimensiuni: 107,5x164,5 cm Material: ulei pe pânză                                                 | Prin ciclul de lucrări "Horele", pictorul Aman a surprins clipele de bucurie ale țăranilor. Compoziția ne prezintă atmosfera de sărbătoare, într-o zi festivă din zona Olt. La hora satului participă toate generațiile: copii, adulți, tineri. În fața unei case amplasate în stânga, la umbra unui copac, un grup de lăutari, țărani stând în picioare sau pe jos; copii prinși în horă. În dreapta, o fântână cu cumpănă, o casă din lemn. Pe fundal, se desfășoară imaginea unui sat într-o zonă deluroasă având case modeste, vegetație. Un șir de animale se întorc de la păscut. Cerul albastru completează compoziția. Artistul acordă atenție prezentării costumului specific din zona Olt. Semnat și datat dreapta jos, cu roșu: Theodor Aman 1866. | Muzeul de Artă, Iași                      | Cimec    |
|      | Portret de bărbat Autor: Aman, Theodor                                | Datare: 1872 Școală: Școală românească Dimensiuni: 63,5x50,5 cm Material: ulei pe pânză                                                   | Bustul unui bărbat văzut din profil, capul 3/4 dreapta, păr bogat cu cărare la mijloc; barbă și mustăți negre. Îmbrăcat în haină neagră cu revere de catifea; pe umeri, mai mult văzută, blană maronie. Fond ocru închis, mai luminos în jurul figurii. Tehnică academică. Semnat și datat dreapta jos, oblic, cu roșu: Aman 1872. | Muzeul de Artă, Iași                      | Cimec    |
|      | Tânără în alb cu urnă Autor: Lemeni, Gheorghe                         | Școală: Școală românească Dimensiuni: 98x81 cm Material: ulei pe pânză                                                                    | Tânără în veșmânt antic alb (tunică și pieptar) încununată cu lauri verzi. Ține la piept o urnă maron-cărămiziu. Stânga, flacără roșietică și focul sacru. Profilată pe un zid gri, dincolo de care se văd chiparoși și zarea cerului crepuscular. Lumina din stânga; umbră ușoară în partea opusă. Factură academică. | Muzeul de Artă, Iași                      | Cimec    |
|      | Nicolae Vlahu Autor: Năstăseanu, Gheorghe                             | Școală: Școală românească Dimensiuni: 68,5x55 cm Material: ulei pe pânză                                                                  | Bust din față, capul puțin spre stânga, privind în direcția opusă. Ochi negri, nas proeminent, mustață neagră ca și părul tăiat scurt. Haină neagră, papillon brun-roșcat, cămașă albă cu guler înalt. Fond tenebros, contrastând cu fața care primește lumina din stânga. Tratare clasică. | Muzeul de Artă, Iași                      | Cimec    |
|      | Orientala Autor: Tronescu (Trihinescu), Dimitrie                      | Datare: 21 februarie 1880 Școală: Școală italiană Dimensiuni: 60x47x40 cm (cu soclu: 75x47x40 cm) Material: marmură de Carrara; sculptare | Sculptura a fost realizată în marmură după model. Lucrare în manieră academistă, reprezintă o tânără româncă. Are capul orientat spre stânga, poartă turban, zuluf pe frunte. La gât are un șnur cu pandantiv - o semilună, în laterale, două monede. Opera demonstrează finețea desenului și a modelajului prin distribuirea planurilor în relief. Este una din cele mai reprezentative lucrări ale artistului. Semnat și datat: Roma, 21 Febbraio, 1880, Studiu după natură, D. Tronescu. | Muzeul de Artă, Iași                      | Cimec    |
|      | Vanitatea Autor: Tronescu (Trihinescu), Dimitrie                      | Datare: 1893 Școală: Școală italiană Dimensiuni: 130,5x48x45 cm Material: marmură; sculptare                                              | Tânără femeie - în costum antic (roneau), având în mâna stângă o oglindă. Are părul ondulat, lung, pe spate în bucle. Pe cap - o diademă și mărgele la gât; ochii cu volum plastic, pictural. Nas lis, bărbia mică, gâtul fin. Bustul parțial dezgolit. Cu mâna dreaptă ține drapajul. Semnat și datat pe plintă, jos: D. TRONESCU IASSY 1893. Se remarcă lipsa oglinzii și a degetelor de la mâna stângă (degetele mare și arătător). | Muzeul de Artă, Iași                      | Cimec    |
|      | Ursăreasa din Bolduri Autor: Grigorescu, Nicolae                      | Datare: 1897 Școală: Școală românească Dimensiuni: 142,5x74,5 cm Material: ulei pe pânză                                                  | Portret compozițional. Țigancă tânără văzută monumental din față până mai jos de genunchi. Față mică, tenul măsliniu, trăsături frumoase, ochi negri cu privirea înainte. Pe cap, broboadă galbenă legată sub bărbie. La gât, salbă de argint, șiraguri de mărgele roșii. Pe brațul stâng, brățară verde. Este îmbrăcată cu bluză albă descheiată în față și catrință maro cu dungi roșii. Mâinile aduse în față pe talie. Privirea și zâmbetul malițios. Fond brun închis. Manieră specifică artistului. Semnat stânga jos, cu roșu: Grigorescu. | Muzeul de Artă, Iași                      | Cimec    |
|      | Portret de fată Autor: Andreescu, Ioan                                | Datare: 1873-1876 Școală: Școală românească Dimensiuni: 28x16,5 cm Material: ulei pe pânză                                                | Până în talie 3/4 dreapta, privind în față. Ten roz, ochii mari negri, păr șaten. Broboadă albă, cu flori brun-gălbui, strânsă în jurul gâtului (evidențiază capul, fața rotundă). Cămașă albă, ilic albastru-gri tivit cu negru. Pe fondul negru, neted, portretul este redat ceva mai păstos prin tușe mici. Colorit sobru. Interpretare sinceră, realistă. | Muzeul de Artă, Iași                      | Cimec    |
|      | Odaliscă Autor: Pallady, Theodor                                      | Școală: Școală românească Dimensiuni: 82,5x73,5 cm Material: ulei pe carton                                                               | Din față, spre stânga, așezată turcește pe un material oliv. Își susține capul cu mâna dreaptă rezemată de genunchiul îndoit. Carnație sidefie, păr roșcat, acoperit de voal diafan gri-violaceu, căzând pe umeri. Peste piciorul stâng, o eșarfă verde cu dungi violet. Fond: covor în negru și roz-violet. Lumina din dreapta și din spate; pe corp, în partea opusă, umbre colorate fluide. Acord subtil de griuri cu roz, verde și negru. Atmosferă specific palladyană. | Muzeul de Artă, Iași                      | Cimec    |
|      | Natură moartă Autor: Pallady, Theodor                                 | Datare: 1938 Școală: Școală românească Dimensiuni: 46,0x38,0 cm Material: ulei pe pânză maruflată pe carton                               | Centru, vas de sticlă cu flori albe; compoziție echilibrată de două jumătăți de lămâie. În dreapta, lămâia și un cuțit aflat pe un șervețel alb. Pe aceeași suprafață este sprijinită o oglindă cu rama groasă - ocru - tratată în linii mai închise în partea dreaptă, mai luminos până la alb, stânga sus. Lucrat cu pastă subțire. Semnat și datat dreapta mijloc, prin zgâriere: T. Pallady 38. | Muzeul de Artă, Iași                      | Cimec    |
|      | Nud culcat Autor: Pallady, Theodor                                    | Datare: 1920-1930 Școală: Școală românească Dimensiuni: 60,0x71,0 cm Material: ulei pe carton                                             | Femeie nud, așezată pe un pat acoperit de cuvertură roșie; capul lăsat pe două perne mari, albe, sprijinit pe mâna stângă; piciorul drept, ridicat, se sprijină pe pulpa piciorul stâng. În dreapta, măsuță îmbrăcată cu galben, cu fructe pe o farfurie și alături glastră cu flori mov. Fond roz, cromatică cu transparențe. Semnat dreapta jos, cu negru: Pallady. | Muzeul de Artă, Iași                      | Cimec    |
|      | Peisaj din sudul Franței Autor: Pallady, Theodor                      | Datare: 1936 ? Școală: Școală românească Dimensiuni: 55,0x46,0 cm Material: ulei pe pânză maruflată pe carton                             | Prim-plan țărm accidentat, cărămiziu-roz, cu puțină vegetație verzuie, tăiat median de diagonala unui drum albicios (culoarea panoului). Centru, pe versantul drept al drumului doi copaci ale căror coroane suprapuse, verzi se profilează pe albastrul-gri al apei din planul doi și pe zona verde-cafenie a dealurilor din fundal. Cer albastru cu masă de nori gri-alburii, spre orizont. Tratat în pastă subțire; porțiuni de panou rămase neacoperite. Culori discrete. Semnat dreapta jos, cu creion: T. Pallady. | Muzeul de Artă, Iași                      | Cimec    |
|      | Peisaj cu moară veche Autor: Tonitza, Nicolae                         | Datare: 1920? Școală: Școală românească Dimensiuni: 57,5x68,5 cm Material: ulei pe carton                                                 | În prim-plan peisaj deluros cu copăcei pe coama dealului, spre stânga. Plan doi, grup de patru clădiri văzute parțial; spre dreapta, furnal de fabrică înconjurat de crengile uscate a doi copaci desfrunziți. Pictat cu nuanțe de ocru, brun și verde. Cer albastru. Semnat stânga jos, cu negru: Tonitza. | Muzeul de Artă, Iași                      | Cimec    |
|      | Nud de femeie Autor: Tonitza, Nicolae                                 | Școală: Școală românească Dimensiuni: 39,5x29,5 cm Material: ulei pe carton                                                               | Femeie goală văzută din spate, stând pe un material gălbui imprimat cu ocru. Capul, cu păr castaniu roșcat, este ușor aplecat spre piept și stânga, redat fragmentar. Carnație roz-gălbuie. Piciorul stâng, cu genunchiul îndoit, este adus lateral lângă corp, iar dreptul, depărtat, se vede parțial. Mâna dreaptă, singura vizibilă, este lăsată peste coapsa din față. Fondul este realizat în tonuri de verde, ocru și brun - pune în evidență compoziția. Semnat dreapta sus, cu maro: Tonitza. | Muzeul de Artă, Iași                      | Cimec    |
|      | Cap de fetiță Autor: Tonitza, Nicolae                                 | Datare: 1925-1926 Școală: Școală românească Dimensiuni: 40,0x28,0 cm Material: ulei pe carton                                             | Prezentat din față, înclinat spre umărul stâng. Păr castaniu, ochii schițați liniar. Expresie tristă. Rochie albastru-verzui cu buline brune, la gât tivită cu alb. Fond ocru-gri. Sursa de lumină - din stânga sus. Pastă densă, egală. Stilizare cu efect expresionist, pensulație pe diagonală. Semnat dreapta sus, cu brun: Tonitza. | Muzeul de Artă, Iași                      | Cimec    |
|      | Tors (Studiu de nud) Autor: Tonitza, Nicolae                          | Școală: Școală românească Dimensiuni: 49,5x59,5 cm Material: ulei pe carton                                                               | Tors de femeie (de la sâni până mai jos de genunchi) reprezentat din față, culcat pe dreapta. Carnația tratată păstos în tonuri de ocru, străbătută de irizări sidefii, se desprinde clar de pe draperia alb-gri. Dreapta prim-plan, o cană în formă de amforă cu două torți asimetrice, ornamentată cu motive alb-gri și albastru. În stânga sus, o cană cu două flori, galbenă dreapta, albastră stânga. În spatele torsului, porțiune de draperie cărămizie cu motive decorative gri-verde. Semnat stânga sus, cu brun: N. Tonitza. | Muzeul de Artă, Iași                      | Cimec    |
|      | Flori în glastre Autor: Tonitza, Nicolae                              | Datare: 1922-1924 Școală: Școală românească Dimensiuni: 34,0x33,5 cm Material: ulei pe carton                                             | Buchet amplu de flori campestre (galbene, albastre, roz albe, iar în centru una roșie) într-un vas de ceramică alb, cu decor albastru (linii vălurite și puncte). În stânga și în dreapta lui, plan doi, parțial văzute după flori, alte două vase (cu decor policrom pe fond ocru). Toate trei sunt dispuse pe o scoarță dungată (ocru, verde, cărămiziu). Fond gri cafeniu. Semnat dreapta sus, cu maro: Tonitza. | Complexul Muzeal Național „Moldova”, Iași | Cimec    |
|      | Femeie lucrând croitorie Autor: Tonitza, Nicolae                      | Datare: 1924 Școală: Școală românească Dimensiuni: 58,5x48,0 cm Material: ulei pe carton                                                  | Reprezentată în profil dreapta, o tânără. În mâna stângă ține o bucată de material verde, în dreapta, o foarfecă. Păr blond strâns în coc mic; carnație albă; trăsături fine. Bluză roz; fustă neagră cu buline ocru. Fondul este vibrat în tonuri de gri-bleu prin care transpare cartonul închis. Gingășia, suavitatea personajului evidențiată prin coloritul pastelat, luminos, cu nuanțări abia perceptibile. Semnat stânga sus, cu negru: Tonitza. | Complexul Muzeal Național „Moldova”, Iași | Cimec    |
|      | Case la Balcic Autor: Tonitza, Nicolae                                | Datare: 1933-1934 ? Școală: Școală românească Dimensiuni: 65,0x54,0 cm Material: ulei pe pânză                                            | Pe cerul pal albastru-verzui, grup de case pitice cu acoperiș roz și hogeaguri înclinate. Peretele din dreapta - albastru și profilat pe arbori verzi. Stânga, o scară sinuoasă, iar în partea opusă, o laviță. În prim-plan, o stâncă, teren cafeniu deschis, vegetație. Coloritul cald luminos, liniile unduioase conferă o anume melodicitate imaginii. Semnat dreapta jos, cu maro: Tonitza. | Complexul Muzeal Național „Moldova”, Iași | Cimec    |
|      | Vedere din Bretania Autor: Petrașcu, Gheorghe                         | Datare: 1920-1929 Școală: Școală românească Dimensiuni: 23,8x33,0 cm Material: ulei pe lemn                                               | Prim-plan, golf cu apă în tonalități de albastru (ca și cerul), având spre dreapta țărm nisipos ce se continuă în fundal cu o colină verzuie. Pe promontoriu, mijloc, clădire masivă neagră cu turlă, iar spre stânga ei, alta mică. Nori denși albi-gri. Accent de lumină pe albul turlei, dreapta. Tratare largă. Pastă consistentă cu prețiozități cromatice. Semnat dreapta jos, cu albastru: G. Petrașcu. | Complexul Muzeal Național „Moldova”, Iași | Cimec    |
|      | Chipuri tătărăști - copii Autor: Tonitza, Nicolae                     | Datare: 1924 Școală: Școală românească Dimensiuni: 60,0x49,0 cm Material: ulei pe carton                                                  | Compoziție cu doi copii în prim-plan. În dreapta, un băiețel văzut din față, de la umeri în sus, cu capul ușor înclinat spre dreapta. Are pielea feței măslinie, ochii negri, oblici, pe cap bonetă albă cu dungi roșii; cămașă albă cu tente roz. În spatele său, stânga, un băiat mare văzut din față până în talie, cu mâna sprijinită de umărul stâng al băiețelului. Are fața măslinie, ochii oblici; pe cap, bonetă albă. Este îmbrăcat cu o cămașă albă cu dungi verzi și maro. Fundal decorativ realizat cu elemente vegetale stilizate pe fondul roșu (stânga) și linii galbene și negre pe fond brun. Semnat stânga jos, cu maron: Tonitza. | Complexul Muzeal Național „Moldova”, Iași | Cimec    |
|      | Cina copiilor Autor: Tonitza, Nicolae                                 | Datare: 1924 Școală: Școală românească Dimensiuni: 59,0x48,0 cm Material: ulei pe carton                                                  | Prim-plan, pe o masă, mașină de călcat neagră care este așezată pe un material ocru. Plan doi, măsuță etajeră cafenie, cu câteva vase albe și teancuri de cărți colorate. Alături, în stânga, sunt reprezentate două fetițe (cea mai mare văzută din spate, cu șorț alb și bluză cărămizie; cealaltă, în verde, din profil). În fundal, perete alb-gri și fereastră mascată de pânză galbenă. Colorit cald, armonios, adecvat scenei reprezentate. Atitudini pline de firesc, de simplitate. Verso - semnat și datat în mijloc, cu brun: N. Tonitza, Cina copiilor, 1924, nr. 7. | Complexul Muzeal Național „Moldova”, Iași | Cimec    |
|      | Interior Autor: Petrașcu, Gheorghe                                    | Datare: 1932 Școală: Școală românească Dimensiuni: 46,0x38,0 cm Material: ulei pe pânză                                                   | Prim-plan, silueta unei femei, văzută din spate, reprezentată în întregime, 3/4 stânga. Rochie neagră, lungă; deasupra, o haină de casă fără mâneci, până mai jos de talie, violet. Stânga, un șevalet cu o lucrare (natură moartă), jos două lucrări rezemate, văzute din spate. Fondul compus (până sus) cu tablouri atârnate pe perete sau rezemate. Semnat și datat stânga jos, cu negru: G. Petrașcu 932. | Complexul Muzeal Național „Moldova”, Iași | Cimec    |
|      | Interior cu o femeie cosând Autor: Petrașcu, Gheorghe                 | Datare: 1927 Școală: Școală românească Dimensiuni: 50,0x61,5 cm Material: ulei pe pânză                                                   | Jos, dispus diagonal, covor moldovenesc roz cu motive florale stilizate și bordură neagră. Stânga, fereastră deschisă către un colț de grădină. Lângă geam, ladă și jilț în brunuri. Ultim plan, mijloc, divan cu scoarță dungată; spre stânga, o femeie în portocaliu care lucrează la o pânză albă. Perete gri cu tablouri (stânga), covor negru (mijloc), o pușcă (dreapta). Dominante cromatice: negru, roz, gri. Semnat și datat stânga jos, cu negru: G. Petrașcu 927. | Complexul Muzeal Național „Moldova”, Iași | Cimec    |
|      | Theodora Sadoveanu Autor: Băeșu, Aurel                                | Școală: artă românească sec. XX Dimensiuni: 450 x 300 mm Material: ulei pe carton                                                         | Portretul „Theodora Sadoveanu” realizat în nuanțe de ocru și roz cu accente de alb, vestimentația realizată în tonuri de alburi și griuri cu pensulație puternică, se detașează puternic pe un fundal de brunuri cu nuanțe de albastru. Semnat stânga jos, cu negru „A. Băieșu”. | Muzeul Literaturii Române, Iași           | Cimec    |
|      | Profira Sadoveanu Autor: Băeșu, Aurel                                 | Școală: artă românească sec. XX Dimensiuni: 480 x 360 mm Material: ulei pe carton                                                         | Portretul, „Profira Sadoveanu”, realizat în gama cromatică de rozuri și brunuri cu accente de ocruri și alburi, cu pensulație largă. Portretul este încadrat într-un peisaj, un accent de culoare roz fiind pus pe părul fetiței care se detașează pe o pată cu nuanțe de griuri și albastru ceruleum, realizând un rafinat contrast de cald-rece. Personajul este reprezentat cu un ușor semi-profil stânga. Semnat stânga jos, cu brun „A. Băieșu”. | Muzeul Literaturii Române, Iași           | Cimec    |
|      | Garabet Ibrăileanu Autor: Steriadi, Jean Alexandru                    | Datare: 1951 Școală: artă românească sec. XX Dimensiuni: 210 x 270 mm Material: creion pe hârtie                                          | Portretul „Garabet Ibrăileanu”, puternic conturat în profil dreapta realizat în creion, prin hașuri succesive, și intersectate, cu valorație rafinată și accente pe ochi și nas. Semnat dreapta jos, cu creion negru: „Steriadi 951”. | Muzeul Literaturii Române, Iași           | Cimec    |
|      | Mihail Sadoveanu Autor: Baba, Corneliu                                | Datare: 1953 Școală: artă românească sec. XX Dimensiuni: 400 x 300 mm Material: ulei pe pânză                                             | Portretul „Sadoveanu”, semi-profil dreapta, de o mare complexitate, în care materia picturală în tonuri de ocruri, griuri și roz și alburile cu nuanțe de ocru și gri se detașează puternic pe un fundal sobru pictat în brunuri și tonalități de albastru spre negru. Semnat dreapta jos, cu creion negru: „Baba”. | Muzeul Literaturii Române, Iași           | Cimec    |
|      | Mihail Sadoveanu Autor: Murnu, Ary                                    | Datare: 1930 Școală: artă românească sec. XX Material: cărbune pe carton                                                                  | Portretul „Sadoveanu”, semi-profil stânga, realizat în cărbune, cu hașuri viguroase și o valorație puternică, redă privirea fermă și expresia sobră și severă a personajului. Semnat dreapta jos, cu cărbune negru: „A Murnu”. | Muzeul Literaturii Române, Iași           | Cimec    |
|      | Cap de bărbat Autor: Asachi, Gheorghe                                 | Școală: artă românească sec. XIX Material: ulei pe carton                                                                                 | Portretul „Cap de bărbat”, profil dreapta, redat într-o lumină de clarobscur, figura pictată în brunuri cu accente puternice pe frunte, nas, mustață și partea de jos a gâtului pe un fundal de brunuri spre negru, redă o expresie plină de dramatism. Nesemnat. | Muzeul Literaturii Române, Iași           | Cimec    |
|      | Pe prispă Autor: Luchian, Ștefan                                      | Datare: 1903-1914 Școală: Școală românească Dimensiuni: 262x200 mm Material: acuarelă pe carton                                           | În centrul compoziție o femeie modestă stă lângă zidul unei case cu pereți albi. Pe fundal, fereastă, o scară. În prim-plan sunt desfășurate pe orizontală flori. Portret expresiv. Compoziție organizată în planuri succesive prin efecte de culoare. Lucrarea se remarcă prin armonii cromatice și valențe stilistice. Semnat dreapta jos, cu gri: S. Luchian. | Muzeul de Artă, Iași                      | Cimec    |
|      | La fântână Autor: Luchian, Ștefan                                     | Datare: 1893-1902 Școală: Școală românească Dimensiuni: 480x395 mm Material: desen; conte; carton; contururi prin zgâriere cu acul        | Preocuparea artistului pentru peisajul mahalalelor, unde redă atmosfera specifică locului, manifestându-și simpatia pentru oamenii simpli. Expresivitatea compozițională, desen dezinvolt, efecte create din suprafețe hașurate, direcționate pe orizontală și verticală, alături de cele nehașurate. Efecte perspectivale, modernitate stilistică. Semnat stânga jos, cu creion: Luchian. | Muzeul de Artă, Iași                      | Cimec    |
|      | Crizanteme Autor: Luchian, Ștefan                                     | Datare: 1910 Școală: Școală românească Dimensiuni: 600x495 mm Material: ulei pe pânză, tehnică de cuțit                                   | Pe o suprafață oliv, mijloc, într-un vas de lut - ocru cu galben muștar - un buchet de crizanteme printre frunze de un verde acid. Florile grupate mai multe spre stânga: șase aurii, două roz (mai în centru); spre dreapta, una albă peste trei vișinii (a treia jos lângă vas). Fondul este maron, spre stânga mai deschis. Coloritul este cald, luminos. Pastă onctuoasă, strălucitoare, dispusă cu larghețe. Semnat dreapta jos, cu pastă neagră: Luchian. | Muzeul de Artă, Iași                      | Cimec    |
|      | Turnul de la Brebu Autor: Luchian, Ștefan                             | Datare: 1908 Școală: Școală românească Dimensiuni: 500x570 mm Material: pastel pe carton                                                  | Lucrarea "Turnul de la Brebu" demonstrează aceeași măiestrie artistică. În centrul peisajului, turnul clopotniței, în lateral ziduri. Pe fundal se desfășoară coline, cer senin. Ritmul cromatic se realizează într-o bogată succesiune de tonuri calde și reci. Semnat dreapta jos, cu gri: Luchian. | Muzeul de Artă, Iași                      | Cimec    |
|      | Laura Cocea Autor: Luchian, Ștefan                                    | Datare: 1912-1914 Școală: Școala românească Dimensiuni: 275x350 mm Material: acuarelă pe carton                                           | Portret de femeie, profil dreapta. Păr blond strâns la spate, capul ușor aplecat în față, ochii plecați în jos. Rochie decoltată în tonuri de alb și verde, eșarfă roșie în stânga. Fond alb verzui cu urme de roșu. Semnat stânga sus, cu negru: Luchian. | Muzeul de Artă, Iași                      | Cimec    |
|      | Nud Autor: Luchian, Ștefan                                            | Școală: Școala românească Dimensiuni: 160x330 mm Material: acuarelă pe carton                                                             | Nud feminin văzut din spate, culcat pe partea dreaptă pe o suprafață brun-roșcată. Brațul stâng ridicat spre cap, piciorul drept îndoit. Capul cu păr scurt castaniu se sprijină pe o pernă ocru cu accente verzui. Formele sunt sugerate în tonuri de ocru cu accente de brun și roz. Fondul este tratat pictural în tonuri de ocru-verzui în stânga și brun mijloc și dreapta. Semnat dreapta jos, cu brun: Luchian. | Muzeul de Artă, Iași                      | Cimec    |
|      | Bust de femeie cu pălăria verde Autor: Luchian, Ștefan                | Datare: 1907 Școală: Școala românească Dimensiuni: 555x455 mm Material: pastel pe pânză                                                   | Portretul Matiledi Rădoi, reprezentat semiprofil dreapta. Bun portretist, obține deosebite efecte cromatice prin dispunerea culorilor. Surprinde caracteristicile persoanei portretizate, transmite lumina interioară. Tușe largi, viguroase amplifică rafinamentul portretului. Lucrarea reprezintă trăsături stilistice, din perioada de maturitate creatoare a artistului. Semnat cu brun, stânga jos: Șt. Luchian. | Muzeul de Artă, Iași                      | Cimec    |
|      | Natură statică cu vânat Autor: Luchian, Ștefan                        | Datare: 1908 Școală: Școala românească Dimensiuni: 590x375 mm Material: pastel pe carton                                                  | Pe un panou de culoare cărămizie, hașurat discret - pe alocuri - cu negru, cu două rațe cu penaj negru nuanțat în gris, alb și roșu. Cea din dreapta - mai mică - are gâtul și capul acoperite de un puf maroniu, pieptul și aripile în alb. Cea din stânga, are picioare legate și este văzută din spate. Ambele rațe sunt dispuse pe verticala panoului, cu capetele în jos. Colorit discret, frumos nuanțat. Semnat dreapta jos, cu pastel negru: Luchian. Colț dreapta jos - carton deteriorat. | Muzeul de Artă, Iași                      | Cimec    |
|      | După ploaie Autor: Luchian, Ștefan                                    | Datare: 1908 Școală: Școală românească Dimensiuni: 270x420 mm Material: pastel pe carton                                                  | Peisaj rural de vară cu case și pomi. În prim-plan, teren cu iarbă verde; în stânga, o potecă care înaintează prin iarbă spre mijlocul panoului oprindu-se în fața unei case. În planul doi stânga, un pâlc de copaci cu triunghiurile maronii și coroanele verzi, bogate; în mijloc, o casă albă cu fereastră, ușă și acoperișul țuguiat, colorate în brun; în dreapta, gard cu scânduri după care se zărește un fragment de casă mică, albă cu acoperișul în pantă. Înaintea gardului este un copac. Din întreaga lucrare se degajă multă liniște și poezie. Desen precis, cromatică luminoasă. Domină verdele pe suprafațe mari. Semnat dreapta jos, cu negru: Luchian. | Muzeul de Artă, Iași                      | Cimec    |
|      | Fântână de la Brebu Autor: Luchian, Ștefan                            | Datare: 1908 Școală: Școală românească Dimensiuni: 700x495 mm Material: pastel pe carton                                                  | Compoziția este concepută pe două planuri pe verticală. În prim plan, iarbă verde, filtrată pe alocuri de lumina soarelui; în mijloc, fântâna mică de piatră cu cumpănă. Deasupra fântânii atârnă o găleată prinsă cu o funie de cumpănă; alături de fântână, un copac a cărui coroană bogată, verde, se desfășoară amplu pe tot registrul superior al lucrării; în dreapta, centura cu trei picioare de sprijin a cumpănei. Planul al doilea este barat de la registrul inferior până spre mijloc de zidul vechi de piatră al arhondaricului din care se văd fragmentar ferestrele și scările de piatră din fața ușii, precum și acoperișul teșit de culoare brună. Semnat stânga jos, cu negru: Luchian. | Muzeul de Artă, Iași                      | Cimec    |
|      | Portret de bătrân                                                     | Datare: prima jumătate a secolului al XIX-lea (nedatat) Școală: Școală românească Dimensiuni: 790x675 mm Material: ulei pe pânză          | Bărbat vârstnic - bust 3/4 stânga - văzut monumental. Tunică albastră-gri, brâu persan (roșu, ocru, albastru); guibea brună blănită, ișlic din aceeași blană cu calotă roșie. Chip luminos încadrat de barbă pătrată albă; ochi verzi, privirea ageră care redă înțelepciune. Fond verde închis (stânga jos, ușor mai deschis). Culori fin nuanțate prin mijlocul luminii (de sus stânga). Eclerajul este de factură rembrandtiană. Portretul reprezintă pe Vornicul Constantin Kostaki Talpan. | Muzeul de Artă, Iași                      | Cimec    |
|      | Vornicul Alecsandri cu fiii Vasile și Iancu Autor: Livaditti, Niccolo | Datare: 1845 Școală: Școală românească Dimensiuni: 1006x800 mm Material: ulei pe pânză                                                    | Așezat pe un jilț în centru compoziției, vornicul Alecsandri ține în mâna stângă un rotulus. În lateral, fii săi, Vasile și Iancu. În portretele de familie, artistul încearcă o diversitate de atitudini ale personajelor, subliniind naturalețea, spontaneitatea acestora. Preocupări deosebite pentru reprezentarea portretelor, vestimentației și a accesoriilor. Factură academică. Semnat și datat mijloc jos, cu galben: Livaditti 1845. | Muzeul de Artă, Iași                      | Cimec    |
|      | Femeie pe terasă Autor: Schiavioni, Giovani                           | Datare: 1843 Școală: Școală românească Dimensiuni: 350x290 mm Material: tehnică de miniatură, ulei pe pânză maruflată pe carton           | Portret executat până mai jos de talie, frumos în spațiu. Se remarcă una din primele încercări de apropiere a artei autohtone de cea a școlii italiene prin încadrarea protretului în peisaj (Renașterea românească târzie?). Bustul și chipul personajului sugerează mișcarea, culorile și desenul rochiei subliniind aceasta. Bogăția cromatică a îmbrăcăminții contrastează cu linia plată a chipului și mâinilor. Pe verso, pe șasiu, sus dreapta, cu creion negru: 1843. Lucrarea este una dintre cele mai frumoase dintre cele aflate în muzeul ieșean. Portretul reprezintă pe Doamna Constantiniu, născută Petcu. | Muzeul de Artă, Iași                      | Cimec    |
|      | Portret de bărbat Autor: Schoefft, Joseph August                      | Datare: 1837 Școală: Școală românească Dimensiuni: 995x790 mm Material: ulei pe pânză                                                     | În jilț roșu, bărbat matur - cu ten roz, ochi căprui, păr negru, mustață blondă. Înbrăcăminte luxoasă neagră - guler de blană brună, breloc de aur. În fundal, draperie verde, pe masă cărți legate în cafeniu și bleu. Colțul din dreapta jos - miniatură - un copil într-o poză similară, doar inversată. Fragmentul de pictură din dreapta jos este realizat de o mână străină, mai stângace (pare a fi intervenția unui iconar). Idem - datarea tabloului. Portret de bărbat cu fiul.Factură academică. Prin gesturi, vestimentație, recuzită bogată se urmărește definirea personajului, a preocupărilor sale intelectuale, a rangului social și familial. Datat stânga mijloc, cu negru: 1837. | Muzeul de Artă, Iași                      | Cimec    |
|      | Peisaj cu pomi Autor: Luchian, Ștefan                                 | Datare: 1908 Școală: Școală românească Dimensiuni: 360x495 mm Material: pastel pe carton                                                  | Pe o colină verde deschis către planul doi, șir de trei copaci în verdele oliv cu umbre brune (coroană amplă la cel din stânga). În fundal, dealuri albăstrii. Cer albastru cu nori alb-violacei. Semnat dreapta jos, cu negru: Luchian | Muzeul de Artă, Iași                      | Cimec    |
|      | Elena Caragea Doamna Autor: Chladek, Anton                            | Datare: prima jumătatea secolului al XIX-lea Școală: Școală românească Dimensiuni: 750x615 mm Material: ulei pe pânză                     | Așezată în fotoliu roșu pe fond închis monocrom. Ochii negri, adânciți în orbită, privind circumspect. Tenul este măsliniu. Rochie neagră cu guler și manșete albe, transparente. Albă și boneta. Șal de cașmir albastru (peruzea) cu bogat motiv turcesc în ocru și mult roșu-vișiniu (desen punctiform). Portret eficie de factură academică (tehnică linsă), cu o serie de calități; monumentalitate, colorit sobru, fără stridențe (colorație sensibilă a alburilor), modelaj atent al feței, trăsăurile vârstei bine sugerate (cu încecări de retrospecție). | Muzeul de Artă, Iași                      | Cimec    |
|      | Familia Bucur Autor: Stawski, Ludovic                                 | Datare: 1848 Școală: Școală românească Dimensiuni: 1120x960 mm Material: ulei pe pânză                                                    | Compoziția cu patru portrete de familie, grupate câte două, față în față: dreapta, văzute 3/4 stânga - mama (rochie bleumarin) și în spatele ei, centru, fiul (frac negru); stânga prezentate de 3/4 dreapta, tatăl (strai oriental, tichie roșie, anteriu cărămiziu, brâu policrom) și în față, centru, fetița (rochie albă de gaz). Mama și fiica au zulufi pe ureche, garnituri de dantelă albă, bijuterii. Atitudinile sunt rigide, pline de convenționalism. Factură este academică. Semnat și datat dreapta mijloc, cu alb: L...c Stawski, 848. | Muzeul de Artă, Iași                      | Cimec    |
|      | Portret de femeie Autor: Bucevschi, Epaminonda                        | Datare: 1880-1890 Școală: Școală românească Dimensiuni: 690x555 mm Material: ulei pe pânză                                                | Cap și bust prezentat frontal. Față ovală, ten roz, ochi albaștri, privire ageră. Broboadă neagră, trecută pe sub bărbie, îmbrăcăminte la fel, neagră. Fond gri-verzui, mai deschis în jurul figurii, dreaptă. Sursa luminii este de sus și din stânga. Concepția este academică. Preocupare de individualizare la înscrierea unor trăsături spirituale. Pensulație este netedă. | Muzeul de Artă, Iași                      | Cimec    |
|      | Unirea Principatelor Autor: Aman, Theodor                             | Datare: 1957 Școală: Școală românească Dimensiuni: 130 x 97,5 cm Material: Ulei pe pânză                                                  | Două tinere femei, îmbrăcate în costume populare, văzute frontal până la genunchi, stau una lângă alta, ținându-se de mână. Tânăra din dreapta ține cu mâna dreaptă ridicată deasupra capului celeilalte tinere un lanț scurt, de care este atârnată o cruce de aur cu jumătatea inferioară circumscrisă într-un cerc. Tânăra din dreapta are fața smeadă, păr negru cu cărare pe mijloc și cu o bentiță de bănuți de aur ca o panglică, ochi negri. Este îmbrăcată în rochie albă cu motive roșii și fir de aur, deschisă la gât unde are trei șiruri de mărgele mărunte, roșii, fotă roșie cu motive albe și negre dintr-o bucată, bluză descoperită pe o mică porțiune în față. În talie are un brâu închis cu două catarame rotunde, de metal, pe una inscripționat „VALAHIA". Cea de-a doua tânără are tenul alb, ochii albaștri, părul prins în coc, cu flori roșii și verzi, la spate. În urechi, cercei. Poartă ie albă cu motive albastre, la gât, salbă, fotă neagră din două bucăți. La brâu, două catarame inscripționate „MOLDOVA". Semnat și datat dreapta jos, cu negru: Th. Aman 1957. | Muzeul de Artă, Iași                      | Cimec    |
|      | Regimul vechi Autor: Aman, Theodor                                    | Datare: 1881 Școală: Școală românească Dimensiuni: 76 x 56 cm Material: ulei pe pânză                                                     | Într-un interior somptuos împodobit (cu covoare orientale, arme, vase, stampe), un bărbat vârstnic cu caftan vișiniu, își face siesta citind. Perete roz, două vase mari, verzii; draperia din stânga este verde oliv; verde închis înflorat cea din dreapta. Diferitele obiecte redate cu meșteșug și prețiozitate. Coloritul este cald, armonios și unitar. Tehnică este minuțioasă, tușele sunt fine. Semnat și datat dreapta joș cu roșu: Th. Aman 1881. | Muzeul de Artă, Iași                      | Cimec    |
|      | Bivuac Autor: Henția, Sava                                            | Datare: 1877 Școală: Școala românească Dimensiuni: 66 x 128,5 cm Material: ulei pe pânză                                                  | Compoziție amplă care surprinde tabăra armatei române în timpul războiului de la 1877. În prim plan stânga, un butoi cu însemnul crucii, montat pe o căruță. Alături, trei cai vazuți din spate din care doi sunt bruni și unul alb, lângă care se află un tânăr. În dreapta prim-plan, un convoi de căruțe în fruntea cărora merge un ofițer călare pe un cal alb. În plan îndepărtat, o mulțime de corturi înșirate și cai văzuți din spate. În corturi și în jurul acestora, grupuri de soldați așezați pe pământ la odihnă. Desen riguros. Cromatic - verde-ocru și brun-roșcat. Semnat și datat dreapta jos, cu ocru: S.Henția, 1877. | Muzeul de Artă, Iași                      | Cimec    |
|      | Cezar primind capul lui Pompei Autor: Rubens, Peter Paul              | Școală: Școala flamandă Dimensiuni: 2260/1550 Material: Ulei pe pânză                                                                     | În prim plan, figura lui Cezar și a călăului egiptean, cel din urmă prezentându-i gloriosului general - pe o tipsie de aur - capul lui Pompei; primul privește încordat în ochii celuilalt, încordarea găsindu-și corespondent în figura crispată a lui Pompei; pe fruntea sa sunt cute adânci. Celelalte personaje sunt tratate cu o cromatică densă care merge de la brunuri calde până la cele mai tenebroase; siguranța cu care redă materialitatea: coifurile, armurile, catifelele și stofele impresionează prin elasticitate și volumele tensionate. Personajele se înscriu într-un semicerc deschis către privitor. Dreapta jos, spre mijloc, cu brun: R…aggio. | Muzeul de Artă, Iași                      | Cimec    |
|      | Portret de bărbat Autor: Schiavoni, Giovanni                          | Datare: 1844 Școală: Italiană Material: ulei pe pânză                                                                                     | | Complexul Muzeal Național „Moldova”, Iași | Cimec    |
|      | Caterina Ghica Autor: Schoefft, Joseph August                         | Datare: 1835 Material: ulei pe pânză | | Complexul Muzeal Național „Moldova”, Iași | Cimec    |
|      | Eustratie Ghica Autor: Schoefft, Joseph August                        | Datare: 1836 Material: ulei pe pânză | | Complexul Muzeal Național „Moldova”, Iași | Cimec    |
|      | Logofătul Balș Autor: Balomir, Ion                                    | Material: ulei pe pânză | | Complexul Muzeal Național „Moldova”, Iași | Cimec    |
|      | Dealul Hânganilor Autor: Luchian, Ștefan                              | Material: ulei pe pânză lipită pe azbociment                                                                                              | | Complexul Muzeal Național „Moldova”, Iași | Cimec    |
|      | Hahamul din Moinești Autor: Luchian, Ștefan                           | Datare: 1909 Material: ulei pe carton | | Complexul Muzeal Național „Moldova”, Iași | Cimec    |
|      | Dimitrie Ralet Autor: Anonim de secol XVIII                           | Datare: 1789 Școală: Anonim de secol XVIII Material: ulei pe pânză                                                                        | | Complexul Muzeal Național „Moldova”, Iași | Cimec    |
|      | Struguri Autor: Popovici, Gheorghe                                    | Datare: 1903 Școală: Școală românească Dimensiuni: 60 x 73 cm Material: ulei pe pânză                                                     | Revărsați dintr-un coș de papură, struguri mari albi și negri, alcătuiesc o imagine de simbol evocând belșugul toamnei. Pictorul a imitat natura ajungând la performanțe atinse doar de C. D. Stahi. Manieră academistă. Semnat și datat dreapta jos, cu roșu: G. Popovici 1903. | Muzeul de Artă, Iași                      | Cimec    |
|      | La Trei Sarmale Autor: Bardasare, Emanoil P.                          | Datare: 1883 Școală: Școală românească Dimensiuni: 77 x 100,5 cm Material: ulei pe pânză                                                  | Drum de țară cu dealuri în tonuri de ocru și bleu spre ultimul plan. În dreapta, clădirea hanului "Trei Sarmale"; câteva personaje în balcon; alți țărani dansează, unii stau de vorbă. Pe mijlocul drumului prăfuit o căruță urcă spre deal; alta, din fundal, vine spre vale. Toate personajele sunt îmbrăcate în costume populare specifice zonei. Cer albastru, senin, cu nori albi, completează fundalul. Tonuri de ocru, verde, bleu. Tehnică academistă. Semnat și datat dreapta jos, cu brun: Em. P. Bardasare, Iassii 1883. | Muzeul de Artă, Iași                      | Cimec    |
|      | Întoarcerea de la seceriș Autor: Bardasare, Emanoil P.                | Datare: 1881 Școală: Școală românească Dimensiuni: 102,5 x 82 cm Material: ulei pe pânză                                                  | Prim-plan, femeie cu copil în brațe, ține cu mâna dreaptă o fetiță care duce spice în catrință; în stânga femeii, un cățel. De o parte și de alta a drumului de țară, lanuri de grâu și vegetație diversă. În fundal, estompat se disting dealuri. Cer senin de vară, albastru cu câteva tonuri de alb. Tehnică academistă. Semnat și datat dreapta jos, cu negru: Em. P. Bardasare Iassi 1881. | Muzeul de Artă, Iași                      | Cimec    |
|      | Toaleta de dimineață Autor: Bardasare, Emanoil P.                     | Datare: 1876 Școală: Școală românească Dimensiuni: 72 x 58 cm Material: ulei pe pânză                                                     | În interiorul unei camere, o tânără în cămașă lungă, albă, dantelată la poale și mâneci, văzută din profil dreapta, cu părul împletit adus pe umărul drept. Se află în fața unui lavoar, având în dreapta un taburet cu haine aruncate dezordonat. În fundal, o canapea cu așternut; pe perete, portretul oval al unei familii; în dreapta, un tablou nedefinit, oglindă și un ceas. Fond verzui, tehnică academistă. Semnat și datat dreapta jos, cu negru: Em. P. Bardasare Iassy 1876. | Muzeul de Artă, Iași                      | Cimec    |
|      | Portretul lui P. Lochmann Autor: Panaiteanu-Bardasare, Gheorghe       | Datare: nedatat (1850) Școală: Școală românească Dimensiuni: 78 x 62 cm Material: ulei pe pânză                                           | Portretele lui Gheorghe Panaiteanu se caracterizează prin sobrietate, eleganța personajelor, monumentalitate. Portretul doctorului Petru Lochmann, zugrăvit la Munchen în 1850, este reprezentat tânăr, bust. Îl surprinde într-o atitudine fermă, distinsă. Portret expresiv; poartă părul lung, mustață, barbă. Este îmbrăcat caracteristic epocii, în haină neagră, cămașă albă, papion. În mâna dreaptă ține un rotulus din hârtie. Fundalul pune în evidență portretul. Tehnică academistă. Semnat dreapta jos, cu brun: Panajeteanu Monahu. Cracluri - dreapta jos - zona rotulus, fond în zona portretului. | Muzeul de Artă, Iași                      | Cimec    |
|      | Trandafiri Autor: Popovici, Gheorghe                                  | Datare: 1900 Școală: Școală românească modernă Dimensiuni: 60 x 58 cm Material: ulei pe pânză                                             | Într-un vas de ceramică așezat pe o masă sunt trandafiri de diferite culori: albi, roz, grena. Sunt reprezentați cu mare sensibilitate în tonurile specifice florilor. Alături de vas, petale și frunze verzi. Fundalul lucrării pune în evidență compoziția. Acest tablou se distanțează de convenționalismul picturii academiste. Semnat și datat stânga jos, cu negru: G. Popovici Roman 1900. | Muzeul de Artă, Iași                      | Cimec    |
|      | Portret de călugăr Autor: Popovici, Gheorghe                          | Datare: nedatat (1906) Școală: Școală românească Dimensiuni: 50,5 x 42 cm Material: ulei pe pânză                                         | Portret de călugăr văzut din față, stânga 3/4, bust. Fața roșcată, grasă, zâmbitoare; părul castaniu, lung, alb la tâmple; barba, mustața și sprâncenele castanii cu fire albe; ochii căprui. Pe cap are potcap la culoarea rasei (maroniu). La gât și la mâneci se vede cămașa albă. Ține mâna dreaptă cu degetul arătător pe obrazul drept. Fundalul lucrării pune în evidență portretul. Bun portretist, artistul surprinde trăsăturile fizice și psihice ale personajului. Tehnică academistă. Verso - portret în ulei - eboșă; stânga jos, în creion - însemnare autografă - Portretul lui George Valenti, Gh. Popovici 1906. | Muzeul de Artă, Iași                      | Cimec    |
|      | Tabietul Autor: Stahi, Constantin D.                                  | Datare: 1901 Școală: Școală românească Dimensiuni: 76 x 61 cm Material: ulei pe pânză                                                     | Un bărbat în vârstă stă la o masă rotundă. Este surprins într-un moment de meditație. Își savurează țigara pe care o ține în mâna stângă, în dreapta un pahar cu vin. Este îmbrăcat elegant, cu vestimentație specifică secolului XIX. Portret expresiv, artistul surprinde trăsăturile fizice și psihice ale personajului. Stil academist. Semnat și datat stânga jos, cu gri: C.D.Stahi Iassi 1901. La Expoziția generală din anul 1907 artistul a obținut pentru lucrare Medialia de aur și Diploma specială. | Muzeul de Artă, Iași                      | Cimec    |
|      | Autoportret la 30 de ani Autor: Stahi, Constantin D.                  | Datare: 1874 Școală: Școală românească Dimensiuni: 61 x 49 cm Material: ulei pe pânză                                                     | Lucrarea Autoportret la 30 de ani îl reprezintă bust, frontal, capul orientat spre stânga. Este îmbrăcat după moda epocii, poartă haină neagră cu vestă, cămașă albă cu nasturi aurii, papion. Portret expresiv, prin distribuirea luminii obține efecte cromatice. Tehnică academistă. Semnat și datat dreapta mijloc, cu roșu: C. D. Stahi München 1874. | Muzeul de Artă, Iași                      | Cimec    |
|      | Obiecte de pictură Autor: Stahi, Constantin D.                        | Datare: 1894 Școală: Școală românească Dimensiuni: 31 x 64 cm Material: ulei pe pânză                                                     | Pe o măsuță lustruită, ustensilele de lucru ale pictorului ordonate în jurul bidonașului cu vernis, palete, trusa pentru culori, plumiera, sticluța cu dizolvant, crete etc. Gama cromatică: ocru, brun, cenușiu. Compoziție dispersată. Obiectele sunt zugrăvite în respectul pentru concretul lor cotidian. Semnat și datat stânga sus, pe diagonală, spre mijloc, cu ocru: C.D.Stahi Iassi 1894. | Muzeul de Artă, Iași                      | Cimec    |
|      | Natură moartă cu obiecte de toaletă Autor: Stahi, Constantin D.       | Datare: 1888 Școală: Școală românească Dimensiuni: 37,5 x 72,5 cm Material: ulei pe pânză                                                 | Artistul grupează câteva obiecte din toaleta aparținând unei femei - poșeta, evantaiul, sticluța de colonie, peria de cap, scrumiera etc., evocându-se atmosfera vetustă. Alege obiecte uzate, patinate de atingerea mâinilor sugerând o anumită intimitate si comuniune a omului cu materia. Lucrarea e susținută în culori temperate: brunuri, ocru, roșu, discret nuanțate. Rama originală (stucatură cu bronz). Semnat și datat dreapta sus, cu roșu: C.D. Stahi, Iassy 1888. | Muzeul de Artă, Iași                      | Cimec    |
|      | Peisaj de grădină Autor: Grigorescu, Nicolae                          | Datare: nedatat Școală: Școală românească Dimensiuni: 23,5 x 14 cm Material: ulei pe lemn                                                 | Peisaj cu un grup de case printre copaci. Tehnică impresionistă. Cromatica este susținută de complementara roșu-verde cu treceri de alburi colorate. Artistul surprinde atmosfera, lumina zonei. Semnat dreapta jos, cu roșu: Grigorescu. | Muzeul de Artă, Iași                      | Cimec    |
|      | Veneția Autor: Petrașcu, Gheorghe                                     | Datare: (1)924 Școală: Școală românească Dimensiuni: 55 x 46 cm Material: ulei pe pânză                                                   | Peisaj specific venețian. Dreapta, prim-plan, o gondolă, în planul secund, clădiri înalte profilate pe cerul albastru. Este lucrat în tușe groase în contraste cromatice de albastru, roșu, gri, negru. Semnat și datat dreapta jos, cu negru: G. Petrașcu (1)924. | Muzeul de Artă, Iași                      | Cimec    |
|      | Sfântul Ilie Autor: Țuculescu, Ion                                    | Datare: nedatat Școală: Școală românească Dimensiuni: 60 x 51,5 cm Material: ulei pe pânză                                                | Câmp ocru-galben și, spre orizont, verde, decorat cu scurte striuri, orizontale, brun-cărămizii și cu 8 flori roz, punctiforme. Cer albastru intens (2/3 panou), cu motive vegetale mai închise (stilizate ca în covoare); sus, stânga, între valuri de nori vineții, alergând spre dreapta, căruță cu doi cai și un om-păpușă (toate în verde - căruța tivită cu roșu). Din centrul câmpului, proiectate spre cer, două siluete abstracte - păpuși, troițe, coloane - (schițate doar cu linii cu negru, ocru, oranj). Pastă bogată, onctuoasă, manieră specifică artistului. Semnat dreapta jos, cu negru: TUC. | Muzeul de Artă, Iași                      | Cimec    |
|      | Un bătrân Autor: Andreescu, Ioan                                      | Datare: nedatat Școală: Școală românească Dimensiuni: 33 x 23,7 cm Material: ulei pe lemn                                                 | Portretul unui bărbat este reprezentat frontal, cu capul aplecat în față, într-o atitudine de meditație. Poartă haină de culoare închisă, cămașă albă. Portretul este expresiv, are părul lung, mustață și barbă. Fondul - în tonuri de gri - pune în evidență portretul. Lucrarea prezintă calități artistice. Semnat cu roșu, oblic, dreapta jos: Andreescu. | Muzeul de Artă, Iași                      | Cimec    |
|      | Portret de tânără Autor: Panaiteanu-Bardasare, Gheorghe               | Datare: nedatat Școală: Școală românească Dimensiuni: 50 x 43 cm Material: carton colorat; tehnică mixtă                                  | Portretul unei tinere. Este reprezentată frontal, îmbrăcată după moda vremii. Are părul strâns la spate, având cărare la mijloc. Rochia este lăsată pe umeri, bordată pe margini cu dantelă și dungi albe. Poartă accesorii de podoabă: cercei lungi, lanț cu medalion, broșă. Portret expresiv, fața alungită, ochi mari, nas drept. | Muzeul de Artă, Iași                      | Cimec    |
|      | Bărbat văzut din față Autor: Panaiteanu-Bardasare, Gheorghe           | Datare: nedatat Școală: Școală românească Dimensiuni: 50 x 43 cm Material: carton colorat; tehnică mixtă                                  | Portretul unui bărbat, reprezentat frontal, orientat spre dreapta. Este îmbrăcat după moda timpului. Poartă haină neagră, eșarfă înnodată la gât, cămașă albă. Portret expresiv, părul scurt, are barbă și mustață. | Muzeul de Artă, Iași                      | Cimec    |
|      | Natură moartă cu vânat Autor: Andreescu, Ioan                         | Datare: nedatat Școală: Școală românească Dimensiuni: 70 x 54,5 cm Material: ulei pe pânză                                                | Una dintre temele abordate de artist a fost natura statică cu vânat. Sunt reprezentate două rațe atârnate, care au penajul multicolor. Compoziția este pusă în evidență de fondul vibrat în tonuri de verde. Lucrarea prezintă calități artistice. Semnat dreapta jos, cu roșu: I. Andreescu. | Muzeul de Artă, Iași                      | Cimec    |

## Fond
| Foto | Informații generale                                                                                             | Detalii tehnice | Descriere | Deținător                                 | Legături |
| ---- | --- | --- | --- | ----------------------------------------- | -------- |
|      | Bust de femeie tânără Autor: Timniczinsky, H.                                                                   | Datare: sec. XIX Școală: Școala poloneză Dimensiuni: 0,31 x 0,27 cm Material: ulei pe lemn                          | Portret bust de femeie tânără. Personaj văzut trei sferturi dreapta. Formulă portretistică comună. Nedatat. Semnat stânga sus, oblic, zgâriat, cu caractere slave: H Timniczinski. | Complexul Muzeal Național „Moldova”, Iași | Cimec    |
|      | Curte interioară la Contrexéville Autor: Aman, Theodor                                                          | Datare: 1879 Dimensiuni: 15,5 x 24 cm Material: ulei pe lemn                                                        | scenă de gen reprezentând curtea interioară a unei case. semnat și datat dreapta jos cu negru: „Aman, (18)79”. | Colecții particulare, Iași                | Cimec    |
|      | Natură statică cu dovleac, banane și autoportret Autor: Pallady, Theodor                                        | Datare: prima jumătate a sec. XX Dimensiuni: 54 x 64 cm Material: ulei pe pânză lipită pe carton                    | Semnat stânga prin zgrafiere: T. Pallady. Semnat dreapta jos prin zgrafiere: TP. | Colecții particulare, Iași                | Cimec    |
|      | Case la Balcic Autor: Tonitza, Nicolae                                                                          | Școală: Românească Dimensiuni: 200x302 cm Material: ulei pe carton                                                  | Peisaj din Balcic. În prim-plan, sol arid în plan secund, un grupaj de case cu arhitectura specifică zonei. Pe fundal, în dreapta, vegetație, cer albastru. Rafinament cromatic. Manieră specifică artistului. Semnat dreapta jos, cu brun-Tonitza. | Complexul Muzeal Național „Moldova”, Iași | Cimec    |
|      | Portret de fată Autor: Dimitriu Nicolae-Tintoreanu                                                              | Datare: stânga jos, cu roșu-1897 Școală: Românească Dimensiuni: 650x510 mm Material: ulei pe pânză                  | Portretul compozițional al unei tinere văzută din față, stânga 3/4, cu lumina din dreapta. Fața luminoasă, ochii albaștrii cu privirea în sus, părul blond-castaniu stâns cu panglică neagră. În ureche, cercel de aur cu petricică albastră. Poartă rochie maro cu mâneci lungi, închisă pe gât. Pe umeri, șal negru, transparent. În stânga, este amplasată o masă cu cărți, pe care femeia își sprijină mâinile. Fond unitar brun-roșcat. Manieră academistă. Semnat și datat stânga jos, cu roșu - N.Dimitriu Tintoreanu 1897 Iași. | Complexul Muzeal Național „Moldova”, Iași | Cimec    |
|      | Stradă din Buzău Autor: Andreescu, Ioan                                                                         | Datare: (1879-1881) Școală: Românească Dimensiuni: 257x170 mm Material: ulei pe pânză                               | În prim plan, o stradă cu deschidere largă. În stânga peisajului, o poartă de intrare cu stâlpi și gard zidit. Alături, înșiruite, case de inălțimi diferite, având acoperișuri în brun, gri, roșu. În dreapta, o altă intrare. Umbrele clădirilor se profilează pe stradă. Pe fundal, vegetație, cer albastru. Artistul redă atmosfera specifică locului prin dispunerea tușelor cromatice în tonuri de ocru, brun, gri, roșu. Semnat dreapta jos, cu roșu - Andreescu. | Complexul Muzeal Național „Moldova”, Iași | Cimec    |
|      | România Independentă Autor: Tronescu(Trihinescu) Dimitrie                                                       | Datare: plintă, lateral dreapta-1882 Școală: Românească Dimensiuni: 2270x890x1270 mm Material: ghips                | Reprezentare alegorică, supradimensionată - tânără femeie cu o coroană, pășind cu stângul peste o sabie. În mâna dreaptă, întinsă, are o cunună cu lauri, iar în stânga un scut cu stema țării. Postamentul, octogonal, face corp comun cu lucrarea. Semnat și datat pe plintă, dreapta jos - D. TRONESCU, ROMA 1882. | Complexul Muzeal Național „Moldova”, Iași | Cimec    |
|      | G.I. Manu | Datare: nedatat (1/2 sec. XIX) Școală: Școală românească Dimensiuni: 75,5x58 cm Material: ulei pe pânză             | Portretul de factură academistă, îl reprezintă pe George I. Manu, la tinerețe, fiind personalitate marcantă în epocă. A îmbrățișat cariera militară și politică. A fost ministru de război și prim ministru în perioada anilor 1905-1907. Poartă vestimentație militară, uniformă de ofițer folosită în Țara Românească. Are mondir din stofă ultramarin, bordată la gât, față, mâneci, epoleți, cu auriu și roșu, nasturi de alamă. Personajul este reprezentat frontal, mi-corps, ține în mâna stângă o sabie. Portretul este expresiv, poartă părul dat peste cap, are mustață, ochi căprui. Fondul în verde oliv pune în evidență portretul. Artistul îi surprinde trăsăturile specifice. Portretul poate fi atribuit pictorului Anton Cladek, care s-a făcut comparativ cu cel reprezentat în tabloul votiv de la biserica Budești. Acesta este identic, fiind datat la 1858. | Complexul Muzeal Național „Moldova”, Iași | Cimec    |
|      | Un băiat italian Autor: Șoldănescu, Ștefan                                                                      | Datare: 1893 Școală: Școală românească Dimensiuni: 56x46,5 cm Material: ulei pe pânză                               | Bust din față, cap 3/4 dreapta, înclinat către umărul stâng. Păr negru sub pălăria verde-ocru. Peste cămașa albă, mototolită, vestă roșie; deasupra, haină groasă verde-bleu cu nasturi metalici; între umeri, suman brun. Fond întunecat ocru-verzui. Lumina din stânga. Factură clasică. Calități de desen, redare diferențiată a materiei. Semnat și datat dreapta sus, cu roșu: Șt. Șoldănescu Munchen 1893. | Muzeul de Artă, Iași                      | Cimec    |
|      | Faust Autor: Șoldănescu, Ștefan                                                                                 | Datare: 1893 Școală: Școală românească Dimensiuni: 87x106,5 cm Material: ulei pe pânză                              | Inspirată din opera lui Ghoethe, compoziția evocă figura enigmatică a lui Faust. Prin regia luminii, sugerează o notă de mister în compoziție. Faust este reprezentat stând la o masă, adâncit în lectură; alături, în dreapta personajului, craniu, cărți. Semnat și datat dreapta jos, cu roșu: Șt. Șoldănescu, 1893. | Muzeul de Artă, Iași                      | Cimec    |
|      | Sitari împușcați Autor: Popovici, Gheorghe                                                                      | Școală: Școală românească Dimensiuni: 30x45 cm Material: ulei pe pânză                                              | Pe un vas gri, oval, orientat pe diagonală sunt așezați sitari. În stânga sus, pe fundal, este amplasat un vas din ceramică cu flori galbene și mov. Artistul acordă atenție deosebită redării penajului păsărilor într-o cromatică de ocru și brun. Fondul este vibrat în tonuri de verde, brun și galben. Cromatică rafinată. Semnat prin zgâriere stânga jos: Gh. Popovici, și monogramat dreapta jos. | Muzeul de Artă, Iași                      | Cimec    |
|      | Autoportret Autor: Popp, Mișu                                                                                   | Datare: 1896 Școală: Școală românească Dimensiuni: 66x55 cm Material: ulei pe pânză                                 | Portetul îl înfățișează pe artist la vârsta de 59 de ani într-un portret expresiv și sobru, bine desenat. Lumina este dirijată spre figură, luminând partea stângă a feței. Tratat în manieră academică, folosind finisajul plastic și o cromatică dominată de brunuri, cafeniuri și negru. Semnat și datat dreapta jos, cu ocru: M. Popp 1886. | Muzeul de Artă, Iași                      | Cimec    |
|      | Sappho Autor: Stahi, Costantin Daniel                                                                           | Datare: 1885 Școală: Școală românească Dimensiuni: 36,5x52,5 cm Material: ulei pe pânză                             | Într-un peisaj stâncos la malul mării, prim-plan, nud de femeie culcat pe spate; capul profil dreapta; carnația în griuri; păr lung; în dreptul coapselor un văl roșu. Alături, lângă brațul stâng, o liră. În fundal, un șir de stânci, cer albastru acoperit cu nori grei plumburii. Manieră academistă. Semnat și datat dreapta jos, cu ulei roșu: C.D.Stahi, Iași, 1885. Dreapta jos - desprins strat pictural pe lungima (cca. 5 cm) | Muzeul de Artă, Iași                      | Cimec    |
|      | Profil de bătrân cu carte Autor: Stahi, Costantin Daniel                                                        | Datare: 1871 Școală: Școală românească Dimensiuni: 74,5x61,5 cm Material: ulei pe pânză                             | Un bărbat tânăr reprezentat bust, până aproape de talie, profil dreapta. Capul ușor înclinat, citește în cartea ținută în mâna dreaptă. Părul negru pieptănat spre spate îi acoperă ceafa; poartă mustață și barbă. Înfășurat într-o draperie (togă) verde închis cu decolteu adânc în spate care lasă să se vadă gâtul și o porțiune din cămașa albă. Tehnică academistă. Semnat și datat dreapta cu negru: C.D.Stahi Iassy 1871. | Muzeul de Artă, Iași                      | Cimec    |
|      | Autoportret bust Autor: Tronescu (Trihinescu), Dimitrie                                                         | Școală: Școală românească modernă Dimensiuni: 72x55x32 cm Material: ghips                                           | Autoportretul reprezintă pe artist în perioada de maturitate, marcat de tristețe. Poartă haine cu revere ample, cămașă cu guler înalt, cravată. Are părul scurt, mustață. Menționăm realizarea sculpturală a personalității artistului. | Muzeul de Artă, Iași                      | Cimec    |
|      | Apostolul Petru Autor: Lemeni, Gheorghe                                                                         | Datare: 1848 Școală: Școală românească Dimensiuni: 108x80 cm Material: ulei pe pânză                                | Pe fond brun, bătrânul apostol în tunică roșie-cărămizie și togă albastră. Ochi verzi. Lumina din stânga și sus; efectele bine studiate amintind eclerajul contrastant caravagist. Colorit tern. Viziune naturalistă. Semnat și datat dreapta jos, cu roșu: G. Lemeni / pinx anno 1848. | Muzeul de Artă, Iași                      | Cimec    |
|      | Autoportret Autor: Petrașcu, Gheorghe                                                                           | Datare: 1925 Școală: Școală românească Dimensiuni: 33,0x26,0 cm Material: ulei pe pânză                             | Păr cărunt, mustață castanie, ochi negri lucitori, gura întredeschisă. Haină vișinie; la gât se vede o porțiune din gulerul cămășii albe. Fond brun trecând spre gri dreapta. În umbră, jumătatea stângă a feței. Construcție viguroasă, pastă consistentă. Colorit sobru, acorduri grave. Clarobscur. Semnat stânga jos, cu ulei negru: G. Petrașcu. | Complexul Muzeal Național „Moldova”, Iași | Cimec    |
|      | Natură moartă cu pensule Autor: Petrașcu, Gheorghe                                                              | Datare: 1937 Școală: Școală românească Dimensiuni: 41,0x33,5 cm Material: ulei pe pânză                             | Pe draperie ciclamen cu motive albe, o oală verde smălțuită cu câteva pensule; în stânga ei, o sticlă de lichior brună și două cărți legate (verde-bleu și vișiniu). Fond gri-verzui. Reflexe de lumină urmărite pe obiecte, subliniind materialitatea și structura lor. Colorit prețios. Semnat și datat stânga sus, cu negru: G. Petrașcu 937. | Complexul Muzeal Național „Moldova”, Iași | Cimec    |
|      | Fereastră Autor: Dimitrescu, Ștefan                                                                             | Școală: Școală românească Dimensiuni: 68x59 cm Material: ulei pe carton                                             | Fragment de perete al unui interior rustic cu fereastră și icoane. La fereastră, ghiveci cu flori. Lucrarea face parte din seria interioarelor țărănești, intitulate când "Odaia flăcăului", când "Studiu pentru cină", când "Interior din Făgăraș". Semnat stânga jos, cu negru: Dimitrescu. Nedatat. | Muzeul de Artă, Iași                      | Cimec    |
|      | Peisaj dobrogean Autor: Șirato, Francisc                                                                        | Școală: Școală românească Dimensiuni: 50,5x48,5 cm Material: ulei pe carton                                         | Peisaj cu un deal pictat în alb-gălbui și verde. La poalele acestuia sunt două clădiri. Restul de teren este pictat într-o gamă largă de verde, mov și gri, în tușe largi ca și întregul peisaj. Fundal în tonuri de albastru. | Muzeul de Artă, Iași                      | Cimec    |
|      | Mama cu copii Autor: Dimitrescu, Ștefan                                                                         | Datare: 1928 Școală: Școală românească Dimensiuni: 98x75,5 cm Material: ulei pe pânză                               | Grup de trei personaje; centru de compoziție, femeie văzută 3/4, poartă rochie de culoare roșie. În stânga, o fetiță în rochiță albă, pe cap cu pălărie galbenă, iar în dreapta, un băiețel cu bluză albă, pantaloni scurți negri și pălărie. Coloritul în tonuri de alb, roșu și gri în tonalități constante. Semnat și datat stânga jos, cu brun: Șt. Dimitrescu 1928. | Muzeul de Artă, Iași                      | Cimec    |
|      | Portret de fată din Făgăraș Autor: Dimitrescu, Ștefan                                                           | Școală: Școală românească Dimensiuni: 41x30,5 cm Material: ulei pe pânză                                            | Bust văzut din față, ușor orientat spre dreapta; expresie interiorizată; ochi și sprâncene negre, nas fin, arcuit, buze subțiri. Peste părul șaten, tăiat drept, poartă pălăriuță neagră cu două flori vișinii în stânga. Fond verde deschis. Semnat dreapta jos, cu negru: Ștefan Dimitrescu. Nedatat. | Muzeul de Artă, Iași                      | Cimec    |
|      | Peisaj marin Autor: Dimitrescu, Ștefan                                                                          | Datare: 1932 Școală: Școală românească Dimensiuni: 39,5x30 cm Material: ulei pe carton                              | Țărm pictat în brun, verde și ocru, înconjoară marea din trei părți, vizibilă în dreapta ca o insulă verde intens. Pe țărm, în stânga, câteva pete de alb și roșu sugerând căsuțe. Semnat stânga jos, cu negru: Șt. Dimitrescu. Nedatat. | Muzeul de Artă, Iași                      | Cimec    |
|      | Dobrogeancă Autor: Dimitrescu, Ștefan                                                                           | Datare: 1928 Școală: Școală românească Dimensiuni: 46,3x36,4 cm Material: ulei pe pânză                             | Bust de femeie văzut din față, cu capul ușor înclinat spre dreapta, privește în jos. Trăsături ferme, ochi alungiți, nas și gură bine conturate. Părul negru este legat cu o broboadă galbenă cu motive stilizate în tonuri de roșu și negru. Fondul - într-o pensulație alb-gri. Semnat stânga jos: Șt. Dimitrescu. Nedatat. | Muzeul de Artă, Iași                      | Cimec    |
|      | Plaja Autor: Dimitrescu, Ștefan                                                                                 | Datare: 1928 Școală: Școală românească Dimensiuni: 89x60 cm Material: ulei pe carton                                | Compoziție cu două personaje aflate în poziție de pândă pe nisipul unei plaje; un băiat cu pălărie albă și șort negru privește înainte. Alături, fetiță cu broboadă albă legată la spate, își sprijină fiecare mână pe un picior într-o atitudine relaxată. Ambii au pielea brun-roșcată datorită soarelui torid ce luminează puternic întinderea plajei. În fundal, dispersate, personaje văzute estompat. În stânga, clădire masivă gri patinat cu acoperiș roșu și cu ceva vegatație spre zidul din stânga. Semnat dreapta jos, cu negru: Șt. Dimitrescu. Nedatat. | Muzeul de Artă, Iași                      | Cimec    |
|      | Copii bretoni Autor: Popea, Elena                                                                               | Școală: Școală românească Dimensiuni: 66x50 cm Material: tempera pe carton                                          | Pe malul mării, o fată cu bluză bleumarin, bufantă la mâneci și fustă vișinie dreaptă, ține mâna la ochi, privind în zare; în dreapta șine mâna unei fetițe în rochie roșie; spre prim-plan un băiat îngândurat, cu halat galben, este așezat pe un dâmb. Planul doi, marea pictată într-o paletă largă de albastru, alb, verde, brun; în fundal, silueta unui vapor. Semnat stânga jos, cu creion negru: Elena Popea. Nedatat. | Muzeul de Artă, Iași                      | Cimec    |
|      | Peisaj din Spania Autor: Popea, Elena                                                                           | Școală: Școală românească Dimensiuni: 61,5x49 cm Material: ulei pe carton                                           | Clădiri masive de tip oriental, cu uși și ferestre originale, pictate în tonuri de ocru și brun cu tente de verde. În centru, o fântână artizanală construită în trepte, are în vârf modelat un înger. În fundal, deasupra unei clădiri mai joase, se înalță doi palmieri. Lucrarea tratată într-o paletă largă de alb, brun și verde. Semnat dreapta jos: Elena Popea. Nedatat. | Muzeul de Artă, Iași                      | Cimec    |
|      | Portret de fată din Vinga Autor: Popea, Elena                                                                   | Școală: Școală românească Dimensiuni: 40x30,2 cm Material: ulei pe carton                                           | Obraji rumeni, ochii maro-verzui. Peste părul galben, găteală albă cu fundă gri la urechea dreaptă. Haină neagră, plastron roz. Fond gri, trecând în ocru-cafeniu - dreapta. Lucrat lejer, pastă de ulei mată, colorit surdinizat. Pensulații energice, dinamism. Semnat dreapta jos, cu negru: E. Popea. Nedatat. | Muzeul de Artă, Iași                      | Cimec    |
|      | Fată în roșu (Studiu pentru panoul Splin, Chip din Sâmbăta de Sus) Autor: Tonitza, Nicolae                      | Datare: 1925 Școală: Școală românească Dimensiuni: 60x50 cm Material: ulei pe pânză                                 | Pe un fond decorativ, ocru, bustul, 3/4 stânga, al unei tinere. Păr blond cu bucle pe urechi, ochi negri, gură cărnoasă. Haină brun-roșcat peste bluză albă pe gât. Un colț de pernă jos stânga în verde. Lumină egală. Culorile - dintr-o paletă restrânsă - ocru, brun, vișiniu, alb - cu măiestrie armonizate dobândesc o rezonanță adâncă, fascinantă. Semnat stânga sus, cu negru: Tonitza. Nedatat. | Muzeul de Artă, Iași                      | Cimec    |
|      | Tors Autor: Han, Oscar                                                                                          | Datare: 1935 Școală: Școală românească Dimensiuni: 59x19x16 cm Material: bronz                                      | Tors de femeie, are capul întors spre stânga, expresie meditativă, părul strâns la spate în coc. Formele redate în volume rafinate, linie curgătoare, elegantă. Interpretare clasică. Modelaj lis, bronz patinat. Semnat și datat stânga jos, prin incizie: O. Han 1935. | Muzeul de Artă, Iași                      | Cimec    |
|      | Vitoria (schițe), ilustrație la romanul „Baltagul” de Mihail Sadoveanu Autor: Constantinescu, Ștefan            | Datare: 1956 Școală: Școala românească secolul XX Dimensiuni: 38x30 cm Material: creion negru pe carton             | Lucrare autentică, semnată și datată pe spate: Șt.Constantinescu 1956. Schiță în creion negru, redă portretul unei femei, Vitoria Lipan, cu mare expresivitate plastică, de o execuție remarcabilă. | Muzeul Literaturii Române, Iași           | Cimec    |
|      | Ilustrație la „Raiul” de Mihail Sadoveanu Autor: Constantinescu, Ștefan                                         | Datare: 1955 Școală: Școala românească secolul XX Dimensiuni: 30,5x20,5 cm Material: creion colorat pe carton       | Lucrare autentică, semnată și datată pe spate: Șt.Constantinescu 1955. Studiu în creion colorat, este redat un cocoș de munte așezat pe creanga unui copac, executat cu măiestrie, tehnică remarcabilă, de mare expresivitate artistică. | Muzeul Literaturii Române, Iași           | Cimec    |
|      | Tovarășul meu Vișel, ilustrație la volumul „Raiul” de Mihail Sadoveanu Autor: Constantinescu, Ștefan            | Datare: 1955 Școală: Școala românească secolul XX Dimensiuni: 20x11,5 cm Material: creion negru pe carton           | Lucrare autentică, semnată și datată pe spate: Șt.Constantinescu 1955. Schiță în creion negru pe carton, sunt redate două figuri, bărbați, în echipament de vânătoare, împreună cu un câine. Desenul are un ușor aer caricatural, subliniind puternic aerul hazliu al situației. | Muzeul Literaturii Române, Iași           | Cimec    |
|      | Personajul Tomșa, ilustrație la volumul „Neamul Șoimăreștilor” de Mihail Sadoveanu Autor: Murnu, Ary            | Datare: sec. XX Școală: Școala românească secolul XX Dimensiuni: 17,5x10 cm Material: planșă în tuș pe carton       | Lucrare autentică, semnată pe spate: Ary Murnu, cu hașuri viguroase; personajul în picioare, cu capul în semiprofil dreapta, de mare expresivitate. | Muzeul Literaturii Române, Iași           | Cimec    |
|      | Personajul Tudor, ilustrație la volumul „Neamul Șoimăreștilor” de Mihail Sadoveanu Autor: Murnu, Ary            | Datare: sec. XX Școală: Școala românească secolul XX Dimensiuni: 17,5x10 cm Material: planșă în tuș pe carton       | Lucrare autentică, semnată pe spate: Ary Murnu, cu hașuri viguroase; personajul în picioare, cu capul în semiprofil dreapta, de mare expresivitate plastică. | Muzeul Literaturii Române, Iași           | Cimec    |
|      | Tudor și moș Mitru, ilustrație la volumul „Neamul Șoimăreștilor” de Mihail Sadoveanu Autor: Murnu, Ary          | Datare: sec. XX Școală: Școala românească secolul XX Dimensiuni: 10,5x10 cm Material: planșă în tuș pe carton       | Lucrare autentică, semnată pe spate: Ary Murnu, cu hașuri viguroase; compoziție cu două figuri în exterior (un bătrân și un bărbat în floarea vârstei), șezând, în fundal o casă țărănească acoperită cu șindrilă. | Muzeul Literaturii Române, Iași           | Cimec    |
|      | Stroie și cei trei prieteni, ilustrație la volumul „Neamul Șoimăreștilor” de Mihail Sadoveanu Autor: Murnu, Ary | Datare: sec. XX Școală: Școala românească secolul XX Dimensiuni: 10,5x10 cm Material: planșă în tuș pe carton       | Lucrare autentică, semnată pe spate: Ary Murnu, cu hașuri viguroase; personajele în exterior, călare, de mare expresivitate prin redarea galopului cailor și ținuta figurilor în șa. | Muzeul Literaturii Române, Iași           | Cimec    |
|      | Cocoș de munte, ilustrație la „Raiul” de Mihail Sadoveanu Autor: Constantinescu, Ștefan                         | Datare: 1955 Școală: Școala românească secolul XX Dimensiuni: 24x20 cm Material: ulei pe carton                     | Lucrare autentică, semnată dreapta jos, cu alb: Șt.Constantinescu. Redă un cocoș de munte așezat pe creanga unui copac, în fundal peisaj montan în tonalități de albastru ceruleum, nuanțe de violet și griuri. Lucrare plină de dinamism și prospețime în tonuri curate și pasaje de culoare rafinate. | Muzeul Literaturii Române, Iași           | Cimec    |
|      | Mihail Sadoveanu (ilustrație la romanul „Baltagul”) Autor: Constantinescu, Ștefan                               | Datare: 1956 Școală: Școala românească secolul XX Dimensiuni: 15x11 cm Material: acuarelă; creion negru pe carton   | Lucrare autentică, semnată și datată pe spate: Șt.Constantinescu 1956. Schiță în acuarelă și creion negru, portret semiprofil dreapta, bust, îl reprezintă pe scriitorul Mihail Sadoveanu. | Muzeul Literaturii Române, Iași           | Cimec    |
|      | Ilustrație la romanul „Baltagul” de Mihail Sadoveanu Autor: Constantinescu, Ștefan                              | Datare: 1956 Școală: Școala românească secolul XX Dimensiuni: 18,5x14 cm Material: acuarelă; creion negru pe carton | Lucrare autentică, semnată și datată pe spate: Șt.Constantinescu 1956. Schiță de compoziție, acuarelă și creion negru, grup de personaje în interior, într-o gamă cromatică sobră, de mare rafinament plastic în care griurile se armonizează subtil cu brunurile vestimentației. | Muzeul Literaturii Române, Iași           | Cimec    |
|      | Ilustrație la romanul „Nada florilor” de M. Sadoveanu Autor: Sadoveanu, Dimitrie                                | Datare: sec. XX Dimensiuni: 90,5x40,5 cm Material: tu; peniță pe carton                                             | Lucrare autentică, în care sunt redate două figuri în peisaj, în prim plan un copil care stă tolănit în iarbă și privește, în plan secund, un bărbat cu pălărie, văzut din față, de asemenea așezat în iarbă. | Muzeul Literaturii Române, Iași           | Cimec    |
|      | Ilustrație la romanul „Nada florilor” de M. Sadoveanu Autor: Sterian, Margareta                                 | Datare: Sec. XX:1/2 Dimensiuni: 32x24 cm Material: acuarelă pe carton                                               | Lucrare autentică, semnată dreapta jos: Margareta Sterian. Reprezintă o figură feminină, îmbrăcată cu o cămașă în nuanțe de verde, care ține în brațe o pisică neagră. Fondul este în tonuri ușoare de griuri, cu nuanțe de albastru-violet, laviurile fiind de mare transparență. | Muzeul Literaturii Române, Iași           | Cimec    |
|      | Ilustrație la romanul „Nada florilor” de M. Sadoveanu Autor: Sadoveanu, Dimitrie                                | Datare: sec. XX Dimensiuni: 18x11,5 cm Material: tu; peniță pe carton                                               | Lucrare autentică, reprezintă o figură în peisaj, o bătrână, care este așezată pe un trunchi de copac, sprijinindu-și capul în mâini. | Muzeul Literaturii Române, Iași           | Cimec    |
|      | Valeria Sadoveanu Autor: Constantinescu, Ștefan                                                                 | Datare: 1953 Școală: Școala românească Dimensiuni: 18x14,5 cm Material: creioane colorate pe carton                 | Lucrare autentică, semnată și datată dreapta jos: Șt. Constantinescu 1953. Reprezintă soția scriitorului Mihail Sadoveanu, într-o gamă cromatică de ocruri, brunuri pe un fond de griuri ușoare. | Muzeul Literaturii Române, Iași           | Cimec    |
|      | Mihail Sadoveanu Autor: Constantinescu, Ștefan                                                                  | Datare: 1953 Școală: Școala românească Dimensiuni: 22x17 cm Material: creioane colorate pe carton                   | Lucrare autentică, semnată și datată dreapta jos: Șt. Constantinescu 1953. Reprezintă portretul scriitorului Mihail Sadoveanu, într-o gamă cromatică de ocruri de mare rafinament, pe un fond de griuri subtile. | Muzeul Literaturii Române, Iași           | Cimec    |
|      | Casa lui Mihail Sadoveanu de la Fălticeni Autor: Constantinescu, Ștefan                                         | Datare: sec. XX Școală: Școala românească Dimensiuni: 19x15 cm Material: creion și laviuri colorate                 | Lucrare autentică, semnată stânga jos: Șt. Constantinescu. Reprezintă casa lui Mihail Sadoveanu de la Fălticeni, în prim plan un copac cu coroana bogată, în tonalități de verde iar acoperișul casei, cu accente de roșu, exalta și echilibrează cromatic lucrarea. | Muzeul Literaturii Române, Iași           | Cimec    |
|      | Studiu la opera Baltagul de Mihail Sadoveanu Autor: Constantinescu, Ștefan                                      | Datare: 1956 Școală: Școala românească Dimensiuni: 12,5x19,5 cm Material: creion și laviuri colorate pe hârtie      | Lucrare autentică, semnată și datată stânga jos: Șt. Constantinescu 1956. Redă o scenă de gen, la potcovar, plină de dinamism, laviurile în tonalități de griuri și brunuri violacee sunt bine armonizate dând echilibru lucrării. | Muzeul Literaturii Române, Iași           | Cimec    |
|      | Ilustrație la volumul „Raiul” de Mihail Sadoveanu Autor: Constantinescu, Ștefan                                 | Datare: 1956 Școală: Școala românească Dimensiuni: 29,5x22,5 cm Material: creion pe hârtie                          | Lucrare autentică, semnată și datată stânga jos: Șt. Constantinescu 1956. Redă două personaje masculine, țărani, cu căciuli pe cap și cu arme de vânătoare pe umeri. Studiul profund, desenul fern dau o expresie aspră, colțuroasă, figurilor. | Muzeul Literaturii Române, Iași           | Cimec    |
|      | Guristul din Mangalia Autor: Steriadi, Jean Alexandru                                                           | Datare: 1950 Școală: Școala românească Dimensiuni: 22x15,5 cm Material: creion pe hârtie                            | Lucrare autentică, semnată și datată dreapta jos: Guristul din Mangalia / Jean Steriadi 1950. Redă un lăutar cu vioara în mâna stângă. Linia este fluidă, de mare rafinament, desenul frumos compus, ușor caricatural, este de mare expresivitate. | Muzeul Literaturii Române, Iași           | Cimec    |
|      | Studiu la opera Baltagul de Mihail Sadoveanu, Victoria - grup Autor: Constantinescu, Ștefan                     | Datare: 1956 Școală: Școala românească Dimensiuni: 28,5x50,5 cm Material: creion pe hârtie                          | Lucrare autentică, semnată și datată pe spate: Șt. Constantinescu 1956. Redă mai multe figuri în scene de interior (cârciumă). În partea stângă jos sunt realizate două studii de mâini. Planșa de studiu are o mare plasticitate prin sensibilitatea și expresivitatea desenului. | Muzeul Literaturii Române, Iași           | Cimec    |
|      | Eminescu și Creangă Autor: Băncilă, Octav                                                                       | Școală: artă românească sec. XIX Dimensiuni: 1140 x 960 mm Material: ulei pe pânză                                  | Două personaje așezate la o masă, în fața bojdeucii lui Creangă, mișcarea fiind realizată prin poziția mâinilor, iar perspectiva fiind asigurată în partea stângă de un fragmen de peisaj, iar în zona centrală de planul orizontal al mesei. Cromatica este realizată într-o gamă de brunuri. Centrul compozițional este asigurat de contrastul de alburi și nuanțele de brunuri spre negru a vestimentației celor două personaje. Semnat dreapta sus, cu brun: „Octav Băncilă”. | Muzeul Literaturii Române, Iași           | Cimec    |
|      | Gheorghe Asachi Autor: Stahi, Costantin Daniel                                                                  | Școală: artă românească sec. XIX Dimensiuni: 800 x 650 mm Material: ulei pe pânză                                   | Portretul, de mare complexitate, reprezintă personajul în ușor semi-profil stânga, părul cărunt redat în tonalități de alb și griuri, de mare rafinament, haina în nuanțe de brunuri spre negru, în contrast cu albul cămășii, se detașează de fundalul pictat în nuanțe de ocruri și brunuri. Nesemnat. | Muzeul Literaturii Române, Iași           | Cimec    |
|      | Costache Negri Autor: Stahi, Costantin Daniel                                                                   | Datare: 1887 Școală: artă românească sec. XIX Dimensiuni: 750 x 590 mm Material: ulei pe pânză                      | Portretul de mare complexitate este realizat într-o cromatică savantă, în care lumina este redată pe chip în nuanțe de griuri ușoare și ocruri, încadrate de griurile profunde ale podoabei capilare și a bărbii. Haina personajului, realizată în griuri profunde spre negru. Portretul se detașează de fondul pictat în tonalități de brunuri și roșu englez, de o mare transparență. Semnată stânga mijloc, cu brun: „C.D. Stahi, Iași 1887”. | Muzeul Literaturii Române, Iași           | Cimec    |
|      | Vasile Alexandri Autor: Stahi, Costantin Daniel                                                                 | Datare: 1878 Școală: artă românească sec. XIX Dimensiuni: 530 x 400 mm Material: ulei pe pânză                      | Portretul „Vasile Alexandri” reprezintă personajul care este așezat pe un scaun în profil stânga, capul ușor răsucit. În mâna stângă ține un manuscris, în mâna dreaptă o pană de scris. Încadrat în partea dreaptă de o draperie, în partea stângă de masa de scris. Personajul, îmbrăcat într-o vestimentație de culoare albastru închis, se detașează pe un fundal de griuri savante, în partea dreaptă de nuanțe de roșu și ocru pe faldurile draperiei și nuanțe de griuri și ocru pe planurile mesei de scris. Semnat stânga jos: „C.D. Stahi 1887”. | Muzeul Literaturii Române, Iași           | Cimec    |
|      | Ilustrație la „Mitrea Cocor” de Sadoveanu Autor: Baba, Corneliu                                                 | Datare: 1957 Școală: artă românească sec. XX Dimensiuni: 360 x 370 mm Material: ceracolor pe carton                 | Un atelaj în mișcare (un cal în galop care tractează o căruță), realizat într-o cromatică dramatică. Perspectiva realizată într-o succesiune de planuri puternic vibrate. Primul plan în nuanțe de roșu englez, al doilea plan în albastru cu nuanțe de violaceu, iar fundalul cu griuri cu nuanțe violacee și accente de albastru. Calul și personajul se detașează puternic deasupra liniei orizontului. Dinamica este foarte puternică prin mișcarea calului și poziția în diagonală a roții atelajului. Semnat dreapta jos, cu negru, și datată: „Baba 57”. | Muzeul Literaturii Române, Iași           | Cimec    |
|      | Vasile Alexandri Autor: Stahi, Costantin Daniel                                                                 | Datare: 1887 Școală: artă românească sec. XIX Dimensiuni: 785 x 665 mm Material: ulei pe pânză                      | Portretul lui Alexandri, bust, semiprofil dreapta, realizat în manieră realistă, tratat cu o rară exactitate tehnică. Personajul este realizat cromatic în calde, în tonalități de ocruri rozuri ușoare, care se detașează de fundalul dominat de griuri și care se armonizează cu brunurile subtile ale vestimentației. Lucrare semnată dreapta mijloc, cu roșu „C.D. Stahi Iassi1887”. | Muzeul Literaturii Române, Iași           | Cimec    |
|      | N. Luchian Autor: Băncilă, Octav                                                                                | Datare: 1902 Școală: artă românească sec. XX Dimensiuni: 450 x 355 mm Material: ulei pe pânză                       | Portretul lui N. Luchian, ușor semiprofil dreapta, cu un desen ferm, cu forme puternic conturate, este realizat cromatic în griuri sobre. Ochii bine conturați cu privirea pătrunzătoare dau o expresie fermă figurii. Accentul de alb al cămășii realizează un contrast echilibrat cu negrul hainei și podoaba capilară. Lucrarea este semnată stânga jos, cu alb: „Octaviu Bancilă 1902”. | Muzeul Literaturii Române, Iași           | Cimec    |
|      | Femeie tânără Autor: Bucevschi, Epaminonda                                                                      | Datare: 1880-1890 Școală: Școală românească Dimensiuni: 690x555 cm Material: ulei pe pânză                          | Tânără cu păr castaniu, ochi verzi, obraji rumeni. Rochie maro-kaki, guler alb, transparent; cruce la gât și lanț auriu. În păr un trandafir roșu. Fond unitar gri-albăstrui, ușor mai deschis spre dreapta. În lumină, partea dreaptă a feței. Tratat clasic, pensulație netedă. Portretul reprezintă pe Elisaveta Bacinshi (din Horodnic). | Muzeul de Artă, Iași                      | Cimec    |
|      | Autoportret la 20 de ani Autor: Bardasare, Emanoil P.                                                           | Datare: 1872 Școală: Școală românească Dimensiuni: 49,5 x 39 cm Material: ulei pe pânză                             | Bust de bărbat, văzut 3/4 dreapta, cu păr castaniu, ondulat, mustață și barbă scurtă, frunte înaltă, ochii albaștri expresivi; poartă cămașă albă, papillon și haină neagră. Tehnică academistă. Semnat și datat stânga jos, cu roșu: Emanuele P. Bardasare Munchen 1872. | Muzeul de Artă, Iași                      | Cimec    |
|      | Portret de fetiță Autor: Bardasare, Emanoil P.                                                                  | Datare: 1874 Școală: Școală românească Dimensiuni: 63 x 49 cm Material: ulei pe pânză                               | Bust din față, capul 3/4 dreapta, păr lung, blond, legat cu o panglică; ochi albaștri, expresie gingașă, candidă. De sub șorțul ocru-verzui se disting mânecile unei bluze cu dungi late în roșu și verde deschis. Fond întunecat, unitar. Tratat în pensulație largă. Semnat și datat stânga jos, spre mijloc, prin zgâriere: Em. P. Bardasare 1874 Munchen. | Muzeul de Artă, Iași                      | Cimec    |
|      | Fata cu mărgele Autor: Bardasare, Emanoil P.                                                                    | Datare: 1871 Școală: Școală românească Dimensiuni: 61 x 50,5 cm Material: ulei pe pânză                             | Portretul unei tinrere reprezentată bust, frontal, ușor înclinat spre dreapta; păr negru prins cu o panglică roz care lasă fruntea liberă. La gât, mărgele negre ținute delicat cu mâna dreaptă, iar stânga sprijinită în față. Bluza albă, foarte decoltată, lasă dezgolit umărul drept. În stânga pe fundal, o draperie brun-roșcată. Fond brun, mai deschis în jurul capului. Tehnică academistă. Semnat și datat dreapta sus, prin zgâriere: Em. P. Bardasare 1871. | Muzeul de Artă, Iași                      | Cimec    |
|      | Sacerdotele Autor: Panaiteanu-Bardasare, Gheorghe                                                               | Datare: 1847 Școală: Școală românească Dimensiuni: 70 x 58 cm Material: ulei pe pânză                               | Portret de călugăr văzut din față stânga 3/4, bust. Față roz cu trăsături regulate, ochii căprui cu privirea în sus, fruntea înaltă, părul negru lung pieptănat în ondule pe spate. Poartă rasă neagră cu reflexe albăstrui. Ține la piept mâna dreaptă cu degetele răsfirate. Întreaga atitudine - privirea și ținuta - sunt de rugă. Fond unitar brun deschis spre roșu englez la registrul de sus al tabloului. Tehnică academistă. Semnat și datat stânga lateral, vertical, cu roșu: "zugrăvit de G. Panajeteanu Baltazarie în Munchen 1847". Pe margine - desprins stratul pictural. | Muzeul de Artă, Iași                      | Cimec    |
|      | Fata cu fluturele Autor: Panaiteanu-Bardasare, Gheorghe                                                         | Datare: nedatat Școală: Școală românească Dimensiuni: 81 x 61 cm Material: ulei pe pânză                            | Portret compozițional cu o tânără fată văzută 3/4, bust acoperit cu o draperie albă pe care o ține la piept cu o mână, cu cealaltă încearcă să prindă un fluture ce i s-a așezat pe braț. În fundal dreapta, vegetație care conferă o notă de exotism lucrării. Tânără delicată și sensibilă, modeleul pielii bine realizat, cu alburi transparente, nuanțate de lumini și umbre. Desen riguros, culoare minuțios așezată, tehnică academistă. Semnat dreapta jos, cu negru: Panajeteanu. | Muzeul de Artă, Iași                      | Cimec    |
|      | Capete de călugări Autor: Popovici, Gheorghe                                                                    | Datare: nedatat Școală: Școală românească Dimensiuni: 32 x 46 cm Material: ulei pe pânză                            | Panoul este dominat de două capete de călugări tineri, alăturate, ca pentru a-și încredința o taină. Călugărul din dreapta are capul descoperit; părul lung și barba sunt castanii; ochii căprui, cu privirea îndreptată spre celălalt călugăr (stânga) care are capul acoperit cu potcap, părul lung, barba și mustața castaniu deschis; ochii albaștri cu privirea în jos. Sunt îmbrăcați în robe maronii. Fondul vibrat în tonuri de gri și ocru pune în evidență portretele. | Muzeul de Artă, Iași                      | Cimec    |
|      | Bunica și nepoata Autor: Stahi, Constantin D.                                                                   | Datare: 1873 Școală: Școală românească Dimensiuni: 82,5 x 96,5 cm Material: ulei pe pânză                           | Reprezentate din față, până mai jos de talie, o bătrână (cca. 70 de ani) și o fetiță (cca. 5-6 ani). Bătrâna poartă un șal brun-gri care-i acoperă capul, umerii și o parte din brațe. Cuprinde cu mâinile fetița blondă cu ochi albaștri, care este îmbrăcată cu rochiță verdegri și jachetă brună. Fondul uniform brun închis. Lucrat în manieră academistă, însușită la Munchen. Ramă originală (foițe de aur și stucatură). Semnat și datat stânga jos, prin incizie: C.D.Stahi Munchen 1873. Verso, ștampilă roșie: Minist. Cult. și Artelor. | Muzeul de Artă, Iași                      | Cimec    |
|      | Gheorghe Asachi Autor: Stahi, Constantin D.                                                                     | Datare: 1879 Școală: Școală românească Dimensiuni: 94 x 75 cm Material: ulei pe pânză                               | Portretul cărturarului Ghoerghe Asachi, la bătrânețe. Fundalul pune în evidență portretul realizat în stil academist. Semnat și datat stânga jos, zgâriat: C.D.Stachi Iassy 1879. Cracluri - stânga mijloc și mici desprinderi de pastă în partea superioară a lucrării. Verso, însemnare autografă: "Gheorghe Assaky născut Herța în 1877 1 martie, mort în Iassy 12 noemvrie 1869". | Muzeul de Artă, Iași                      | Cimec    |
|      | Peisaj Autor: Bardasare, Emanoil P.                                                                             | Datare: 1887 Școală: Școală românească Dimensiuni: 33,5 x 65,5 cm Material: ulei pe pânză                           | Peisaj de munte - prim-plan, câteva animale pe o pajiște verde și un cioban culcat (dreapta) cu capul sprijinit de mâna stângă. Plan doi: case tip vilă cu acoperișuri gri, albe și roșii, împrejmuite de vegetație, nori abundenți în latura dreaptă. În fundal, zonă deluroasă în tonuri de verde și ocru; cerul albastru cu nori albi. Tehnică academistă. Semnat și datat stânga jos, cu roșu: Em. P. Bardasare Iassi 1887. | Muzeul de Artă, Iași                      | Cimec    |
|      | Portret de femeie în negru Autor: Dan, Mihail                                                                   | Datare: 1879 Școală: Școală românească Dimensiuni: 129 x 78 cm Material: ulei pe pânză                              | Femeie brunetă, văzută până la genunchi, 3/4 dreapta, în rochie lungă, neagră. Pe piept, către umărul stâng, decorație - cruce. Văl de dantelă, tot negru, peste părul cu breton. În urechi, pandanți de aur. Detașată pe fond gri-verzui, mai deschis sus dreapta. Manieră academică. | Muzeul de Artă, Iași                      | Cimec    |
|      | Curbe Autor: Țuculescu, Ion                                                                                     | Datare: nedatat Școală: Școală românească Dimensiuni: 47,5 x 55 cm Material: ulei pe pânză                          | Aspect și colorit de scoarță. Pe fond negru (având marginal striuri portocalii, dispuse ritmic în triolete) câteva motive tubulare, curbate, suprapuse elicoidal (bizare prelucrări de păpușă-troiță-urcior cu ochi, virgule și dungi). Un motiv roșu, conturat cu alb, prim-plan, stânga; altul similar albastru, în plan doi peste un al treilea verde, ce se vede în dreapta. Pastă abundentă, onctuoasă, așternută cu spatulă și pensulă. Semnat dreapta jos, cu negru, în monogram: TUC. | Muzeul de Artă, Iași                      | Cimec    |
|      | Lectura Autor: Strâmbu, Ipolit                                                                                  | Datare: 1925 Școală: Școală românească Dimensiuni: 69,5 x 99 cm Material: ulei pe carton                            | Grup de trei tinere; două văzute din profil, îmbrăcate în negru și alb, așezate pe scaune în stânga mesei; văzută din față îmbracată în rochie lungă, albă și tocă pe cap, femeia citește o scrisoare ținută cu mâna stângă; dreapta sprijinită de spateza fotoliului; pe masă lampa cu abajur luminează chipurile; alături, un vas negru cu trandafiri albi și roșii. Fond brun, mai deschis în jurul personajelor. | Muzeul de Artă, Iași                      | Cimec    |
|      | Dejun pe iarbă Autor: Strâmbu, Ipolit                                                                           | Datare: 1927 Școală: Școală românească Dimensiuni: 45 x 59 cm Material: ulei pe hârtie; carton                      | peisaj ilustrând un grup de personaje care iau masa la iarbă verde. | Muzeul de Artă, Iași                      | Cimec    |
|      | Șatra Autor: Grigorescu, Nicolae                                                                                | Datare: nedatat Școală: Școală românească Dimensiuni: 47 x 64 cm Material: ulei pe pânză                            | Peisaj de vară. În prim-plan, teren arid. Din stânga spre dreapta, în diagonală, se înșiră de-a lungul unui drum, corturi țigănești, văzute în perspectivă. În fața corturilor, câteva persoane stau în jurul unui foc. În dreapta, prim-plan, o țigancă aduce apă cu cofa, ceva mai în spate un alt personaj. Pastă densă, tușe mici, culori reci, domină griuri nuanțate. Pe fundal, cerul este realizat în tonuri de gri. Semnat dreapta jos, cu roșu: Grigorescu. | Muzeul de Artă, Iași                      | Cimec    |